# Pietre runiche vichinghe

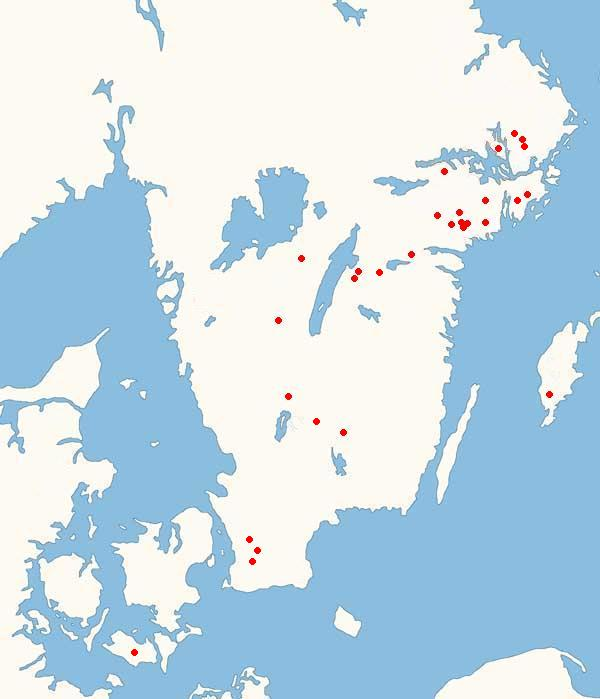
Distribuzione geografica delle pietre runiche descritte in questa voce

Le pietre runiche vichinghe sono pietre runiche che citano gli scandinavi che parteciparono a spedizioni vichinghe. In questa voce vengono trattate le pietre che fanno riferimento a persone che viaggiarono all'estero, in Europa occidentale, e le pietre che citano guerrieri o morti vichinghi che viaggiarono ad ovest. È probabile che non tutte parlino di uomini che presero parte alle razzie. Le iscrizioni sono tutte in lingua norrena, e tutte utilizzano l'alfabeto fuþark recente.
Il principale gruppo è composto da 30 pietre che citano l'Inghilterra, e vengono definite pietre runiche dell'Inghilterra. Quelle che parlano di viaggi in Europa orientale, nell'impero bizantino e nel Medio Oriente si chiamano Pietre runiche variaghe.
La più importante delle pietre runiche vichinghe è la pietra di Kjula, che contiene un poema in lingua norrena che utilizza la metrica poetrica fornyrðislag, e parla di un guerriero di nome "Lancia":
| saR vestarla um vaRit hafði, borg um brutna i ok um barða; færð han karsaR kunni allaR. | che è stato ad ovest, diviso e combattuto nelle città. Conosceva tutte le fortezze del viaggio. |  |

Quella che segue è la presentazione delle pietre runiche fatta basandosi sull'archivio noto come Rundata. Le trascrizioni in lingua norrena sono in dialetto danese e svedese per facilitare il paragone con le iscrizioni, mentre la traduzione in inglese è fornita direttamente dal Rundata che fornisce i nomi in dialetto standard (dialetto islandese e norvegese):

## Uppland

### U 349

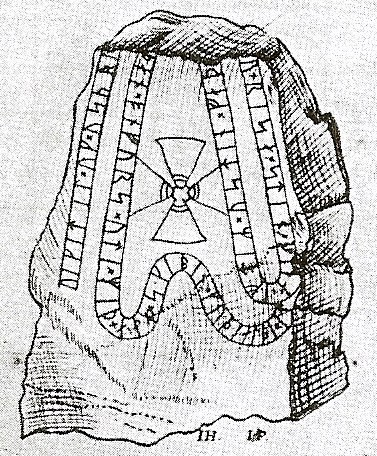
Pietra runica U 349 in un disegno del XVII secolo

Questa pietra si trovava a Odenslunda e fu documentata durante l'analisi delle pietre svedesi del XVII secolo, ma da allora è scomparsa. È stata classificata di stile RAK, considerato il più antico. Questo stile indica le iscrizioni con testo runico a bande con bordi diritti, senza serpenti o teste di bestie.
Traslitterazione in latino:
[uikitil × uk × usur -...u × risa × stin × þina * iftiR × ustin × faþ... ... ...þan × on furs × uti × miþ × ala × skibin × kuþ × ialbi × (a)t]
Trascrizione in norreno:
Vikætill ok Ossurr [let]u ræisa stæin þenna æftiR Øystæin, fað[ur] ... [go]ðan. Hann fors uti með alla skipan. Guð hialpi and.
Traduzione in inglese:
"Véketill and Ôzurr had this stone raised in memory of Eysteinn, ... good father. He perished abroad with all the seamen. May God help (his) spirit."
Traduzione in italiano:
"Véketill e Ôzurr fecero erigere questa pietra in memoria di Eysteinn, ... buon padre. Egli morì all'estero con tutti i suoi marinai. Possa Dio aiutare (il suo) spirito".

### U 363

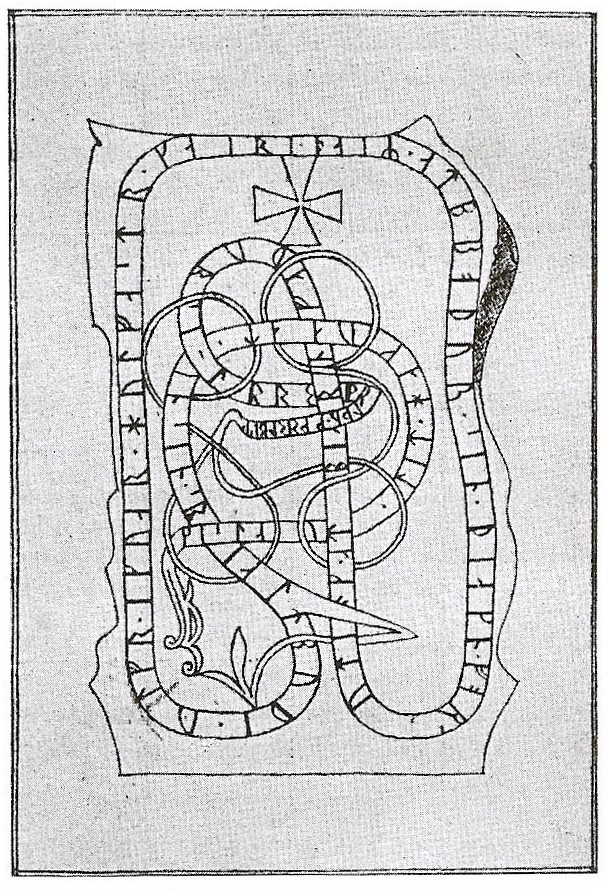
Pietra U 363 in un disegno del XVII secolo

Questa pietra fu un masso situato a Gådersta, ma è scomparsa. Era probabilmente in stile Pr4, noto anche come stile di Urnes. Le pietre di questo genere hanno testo che termina con serpenti o teste di bestie mostrate di profilo.
Traslitterazione in latino:
[kislauk * lit * hakua * at sun sin * sbialtbuþi * ulfr * ikuar * hulfastr * kairi * þaiR * at broþur * sin * þiakn * fors * uti ok * at biarn faþur sin bro kirþu * ku=þ hialbi silu]
Trascrizione in norreno:
Gislaug let haggva at sun sinn, Spiallbuði, UlfR, Ingvarr, Holmfastr, GæiRi, þæiR at broður sinn Þiagn, fors uti, ok at Biorn, faður sinn. Bro gærðu. Guð hialpi salu.
Traduzione in inglese:
"Gíslaug had (this) cut in memory of her son; Spjallboði, Ulfr, Ingvarr, Holmfastr, Geiri, they made the bridge in memory of their brother Þegn, (who) perished abroad, and in memory of Bjôrn, their father. May God help (their) souls."
Traduzione in italiano:
"Gíslaug ha inciso (questa) in memoria del figlio; Spjallboði, Ulfr, Ingvarr, Holmfastr, Geiri, essi costruirono il ponte in memoria del fratello Þegn, (il quale) perì all'estero, ed in memoria di Bjôrn, loro padre. Possa dio aiutare (le loro) anime".

### U 504

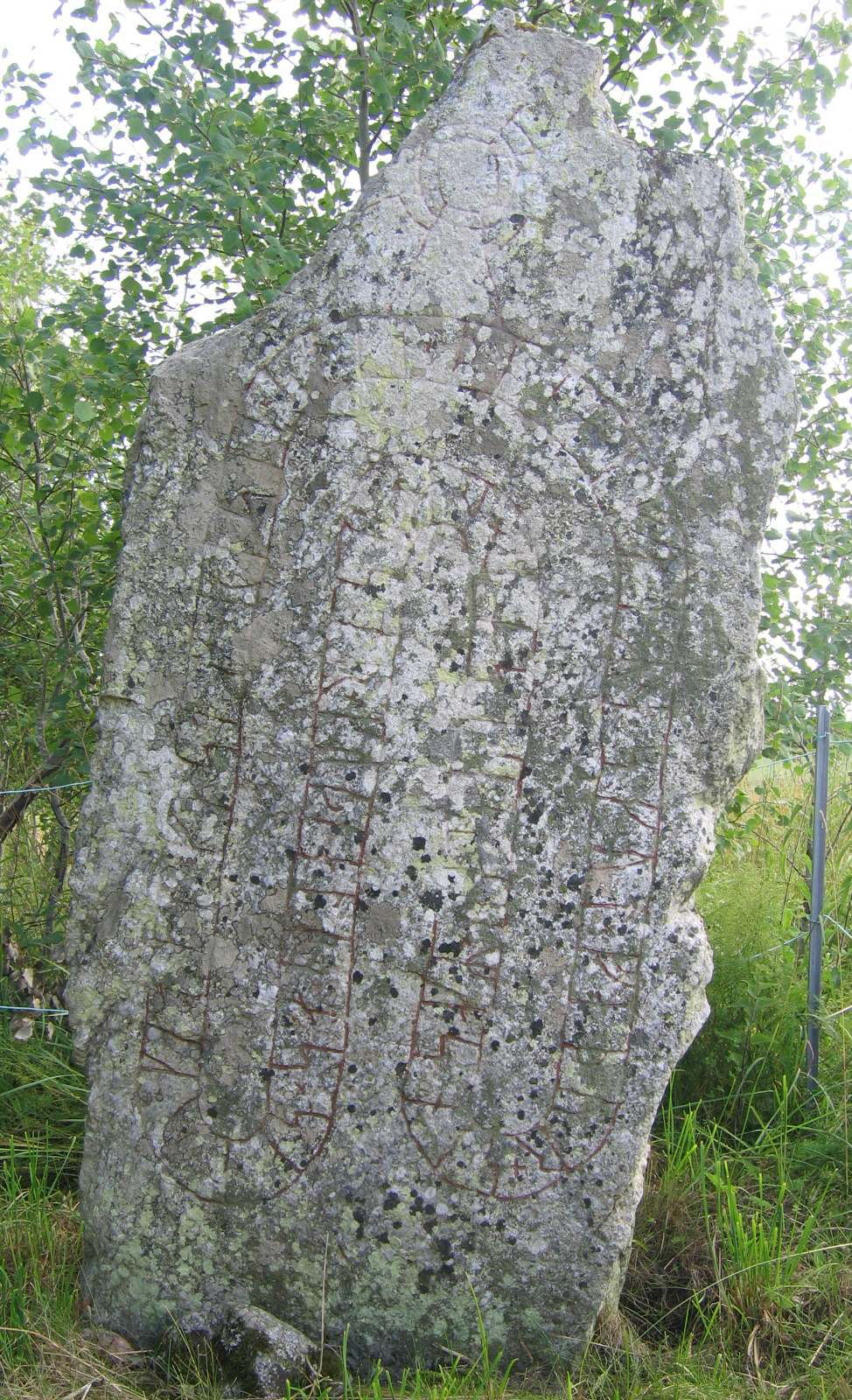
Pietra runica U 504

Questa pietra è un'antica incisione in stile RAK, con una croce posta sopra una scritta a bande. Si trova ad Ubby, e fu eretta in memoria di un padre. Quest'uomo partecipò a spedizioni vichinghe sia ad ovest che ad est.
Traslitterazione in latino:
+ kitil×fastr × risti × stin + þina × iftiR × askut × faþur + sin × saR × uas × uistr × uk × ustr + kuþ ialbi × as × salu
Trascrizione in norreno:
Kætilfastr ræisti stæin þenna æftiR Asgaut, faður sinn. SaR vas vestr ok austr. Guð hialpi hans salu.
Traduzione in inglese:
"Ketilfastr raised this stone in memory of Ásgautr, his father. He was in the west and in the east. May God help his soul."
Traduzione in italiano:
"Ketilfastr eresse questa pietra in memoria di Ásgautr, suo padre. Eglì andò ad ovest e ad est. Possa Dio aiutare la sua anima".

### U 611

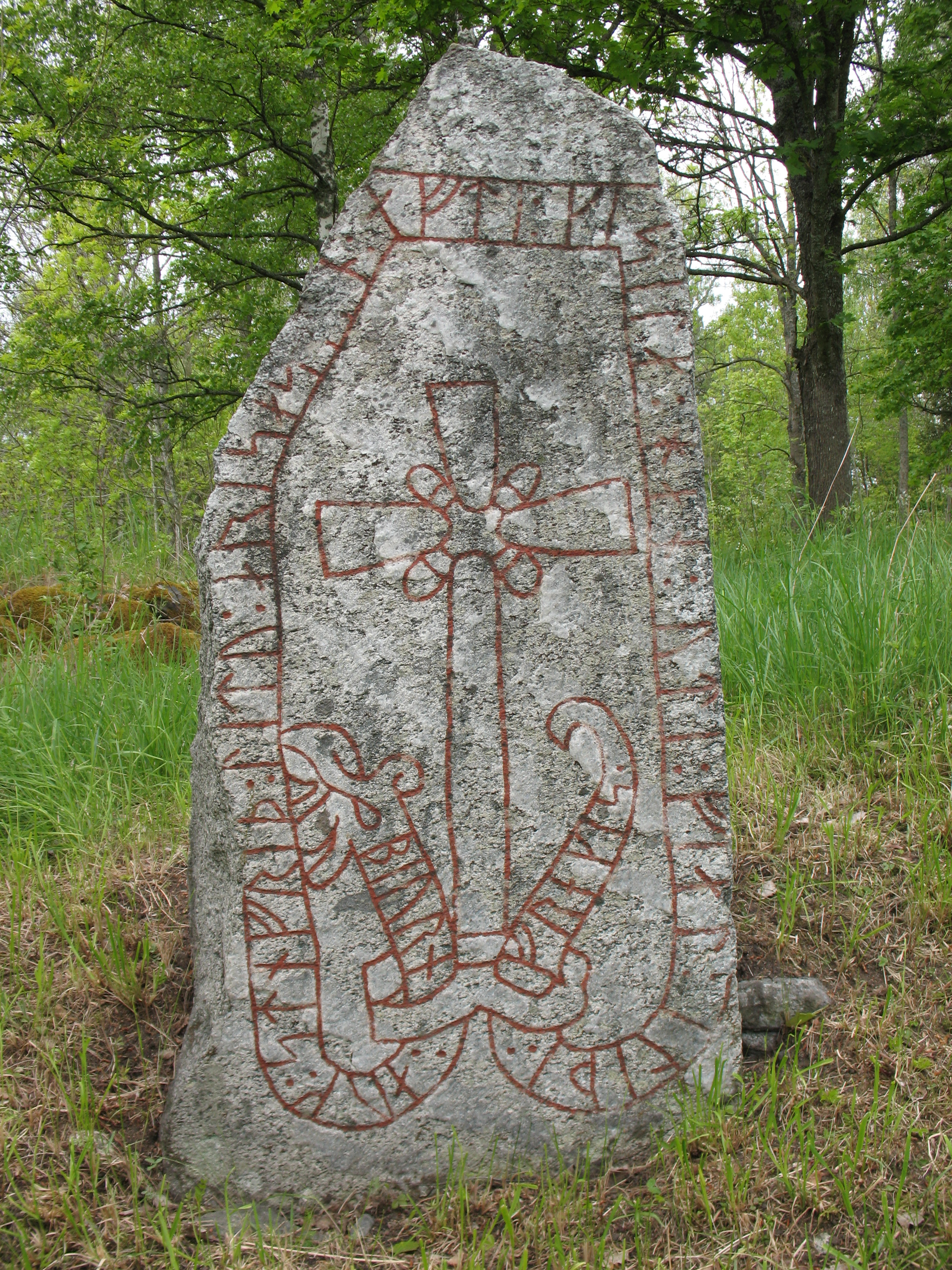
Pietra runica U 611

Questa pietra fu incisa in stile Pr1, e si trova a Tibble. Sembra essere stata eretta in memoria di un uomo che morì nel contingente comandato dal capitano vichingho Freygeirr. Lo stile Pr 1 è noto anche come stile di Ringerike, e la sua classificazione viene usata per le iscrizioni che mostra teste di serpente di profilo assieme a testo runico, ma serpenti o altri animali non sono così allungati e stilizzati come nello stile di Urnes.
Traslitterazione in latino:
biurn : auk : stnfriþ : litu : arisa s--n : afti : kisila : han : uti : fial : i liþi : frekis *
Trascrizione in norreno:
Biorn ok Stæinfrið letu ræisa s[tæi]n æftiR Gisla. Hann uti fioll i liði FrøygæiRs(?).
Traduzione in inglese:
"Bjôrn and Steinfríðr had the stone raised in memory of Gísli. He fell abroad in Freygeirr's(?) retinue."
Traduzione in italiano:
"Bjôrn e Steinfríðr eressero questa pietra in memoria di Gísli. Egli morì all'estero nel gruppo di Freygeirr(?)".

### U 668

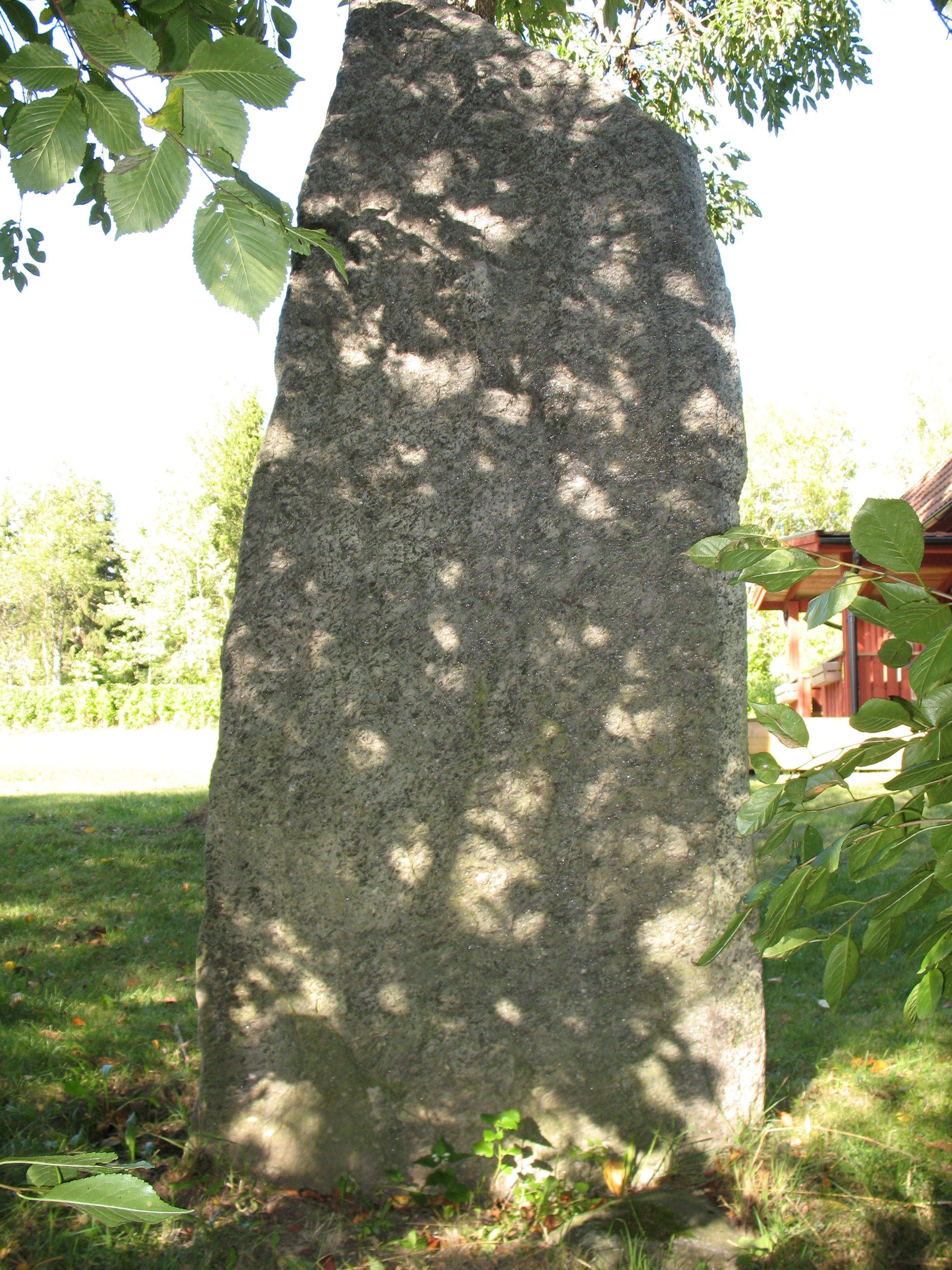
Pietra runica U 668

Questa pietra è stata trovata a Kolsta (scritto anche Kålsta) nel XVII secolo da uno degli assistenti di Johannes Bureus, e faceva parte delle mura di un maniero. Dopo essere stata persa per 100 anni fu riscoperta a metà del XIX secolo.
La pietra è molto importante per il fatto che fu eretta in memoria di uno dei membri della guardia personale dei re anglo-danesi, il Þingalið, formata da guerrieri d'élite provenienti quasi tutti dalla Scandinavia. Questa unità d'élite esistette tra il 1016 ed il 1066. Un'altra pietra runica eretta in memoria di un uomo facente parte dello stesso contingente è stata trovata nel Södermanland, ed è la pietra di Råby.
La pietra di Kolsta è incisa in stile Pr3, e non è più antica della metà dell'XI secolo, come indicato dall'uso delle rune punteggiate e della runa ansuz al posto del fonema "o".
Traslitterazione in latino:
' sterkar * auk ' hioruarþr ' letu * reisa * þensa * stein at ' faþur sin keir(a) ' sum ' uestr ' sat ' i þikaliþi * kuþ hialbi salu
Trascrizione in norreno:
Stærkarr ok Hiorvarðr letu ræisa þennsa stæin at faður sinn GæiRa, sum vestr sat i þingaliði. Guð hialpi salu.
Traduzione in inglese:
"Styrkárr and Hjôrvarðr had this stone raised in memory of their father Geiri, who sat in the Assembly's retinue in the west. May God help (his) soul."
Traduzione in italiano:
"Styrkárr e Hjôrvarðr eresseroquesta pietra in memoria del padre Geiri, il quale sedeva nell'Assemblea ad ovest. Possa Dio aiutare (la sua) anima".

## Södermanland

### Sö 14

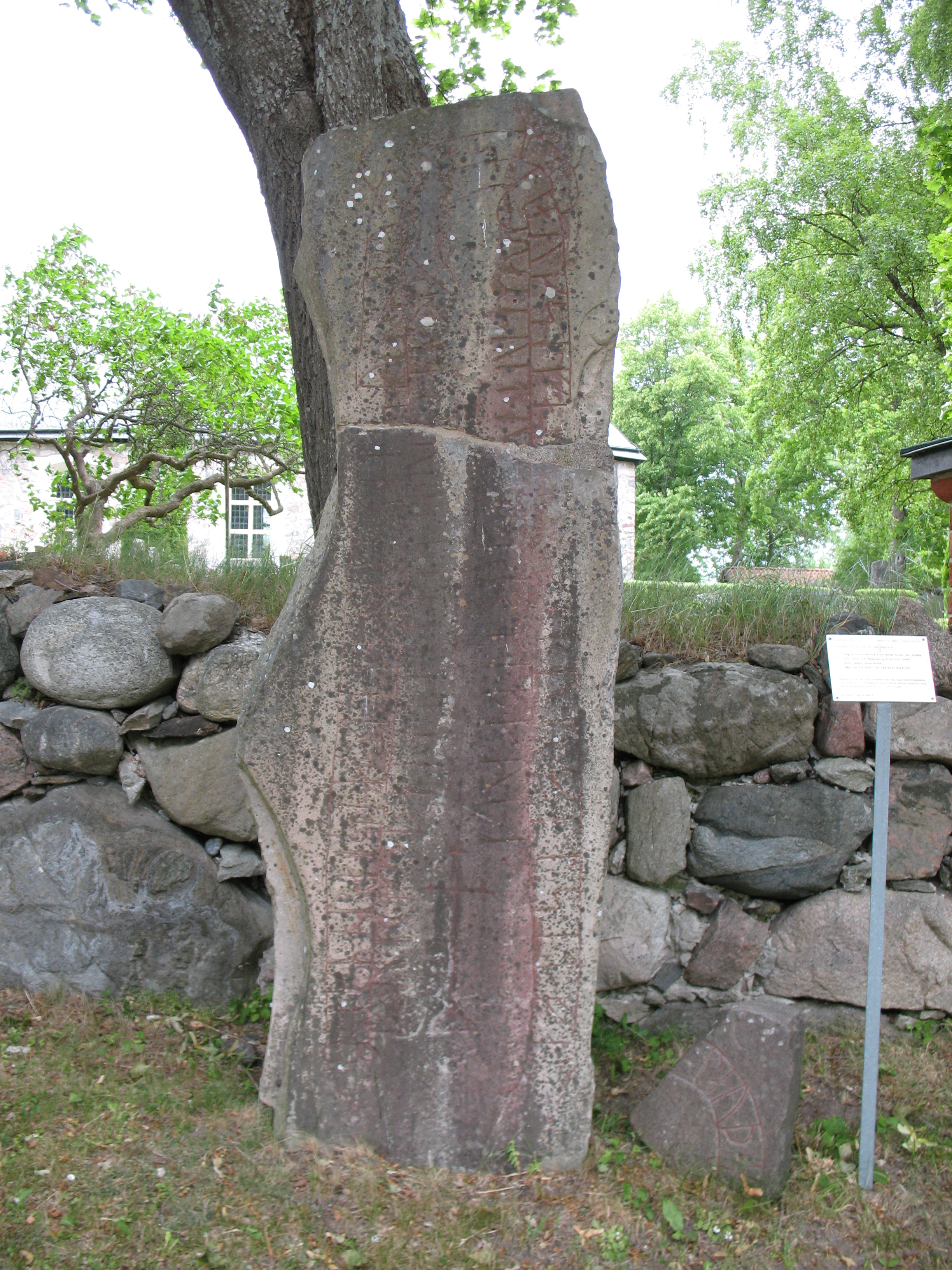
Sö 14

Questa pietra è stata trovata nella chiesa di Gåsinge. È incisa in stile Fp, ovvero contiene testo in bande con attaccate teste di serpenti o altre bestie mostrate come se fossero viste dall'alto. Fu eretta da tre donne in memoria del fratello e padre. Egli prese parte ad una spedizione ad ovest, forse con Canuto il Grande.
Traslitterazione in latino:
rakna * raisti * stain * þansi * at * suin * buta * sit * auk * sifa * auk * r-knburk * at * sit * faþur * kuþ * hil[b]i * at * [hat]s * uit * iak * þet * uaR * sui- * uestr * miþ * kuti
Trascrizione in norreno:
Ragna ræisti stæin þannsi at Svæin, bonda sinn, ok Sæfa ok R[a]gnborg at sinn faður. Guð hialpi and hans. Væit iak, þæt vaR Svæi[nn] vestr með Gauti/Knuti.
Traduzione in inglese:
"Ragna raised this stone in memory of Sveinn, her husbandman, and Sæfa and Ragnbjôrg in memory of their father. May God help his spirit. I know that Sveinn was in the west with Gautr/Knútr."
Traduzione in italiano:
"Ragna eresse questa pietra in memoria di Sveinn, suo marito, e Sæfa e Ragnbjôrg in memoria del padre. Possa Dio aiutare il suo spirito. So che Sveinn fu ad ovest con Gautr/Knútr".

### Sö 53

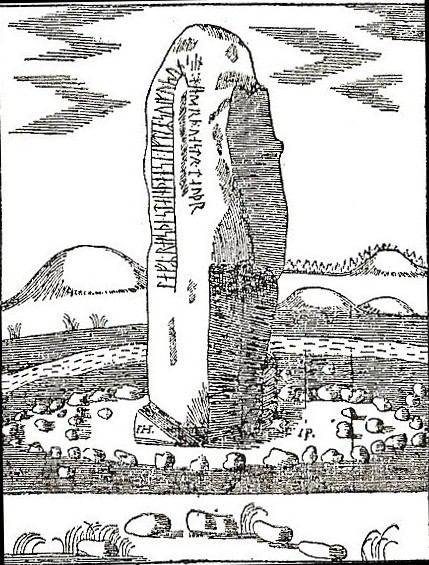
Disegno del XVII secolo eseguito da Johan Peringskiöld

Questa pietra fu documentata durante l'analisi svedese delle pietre del XVII secolo come presente a Valstad. Parte della pietra fu in seguito ritrovata nel muro di un capannone in un giardino, ed un'altra sotto ad un altro edificio. Il giardino e le vicine case furono distrutti nel 1880. La pietra viene ora considerata persa. Era classificata in possibile stile RAK, e fu eretta in memoria di un figlio morto ad ovest.
Traslitterazione in latino:
[lafR * raisþi * stain * þansi : iftiR * sulfu * sun sin : han uarþ : uastr * tauþr]
Trascrizione in norreno:
OlafR ræisþi stæin þannsi æftiR Sylfu/Solfu, sun sinn. Hann varð vestr dauðr.
Traduzione in inglese:
"Ólafr raised this stone in memory of Sylfa/Solfa, his son. He died in the west."
Traduzione in italiano:
"Ólafr eresse questa pietra in memoria di Sylfa/Solfa, suo figlio. Egli morì ad ovest".

### Sö 62

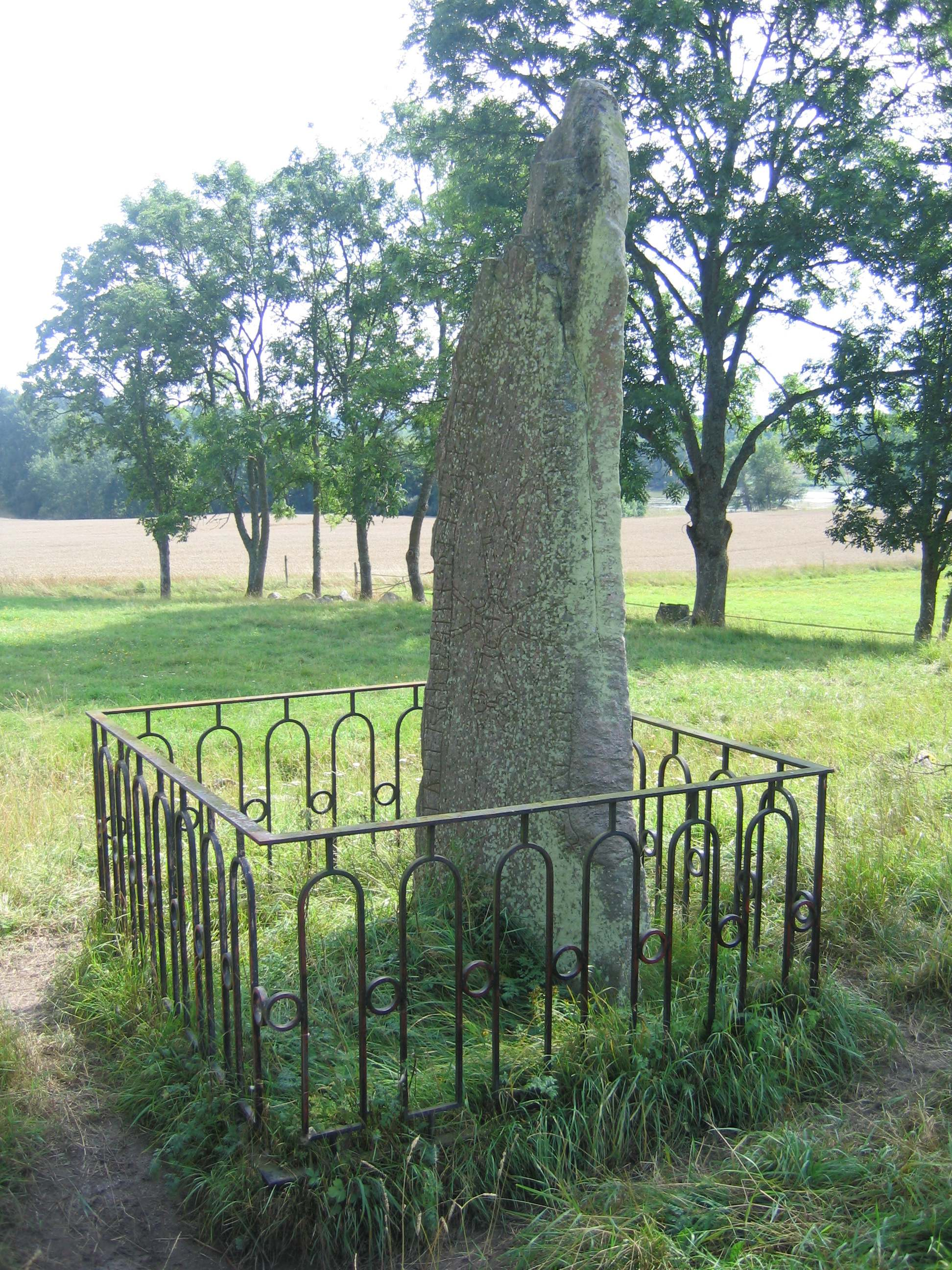
Sö 62

Questa pietra è stata trovata ad Hässlö, oggi Hässle, ed è scolpita in stile Pr1. Fu eretta in memoria di un figlio morto ad ovest.
Traslitterazione in latino:
kuni : rasti stan : þansi : a ragna : sun san : kuþan : i uak : uaþ : taþR uastr
Trascrizione in norreno:
Gunni ræisti stæin þannsi at Ragna, sun sinn goðan, i veg varð dauðr vestr.
Traduzione in inglese:
"Gunni raised this stone in memory of Ragni, his good son; (he) died on the western route."
Traduzione in italiano:
"Gunni eresse questa pietra in memoria di Ragni, suo buon figlio; (egli) morì sulla rotta occidentale".

### Sö 106

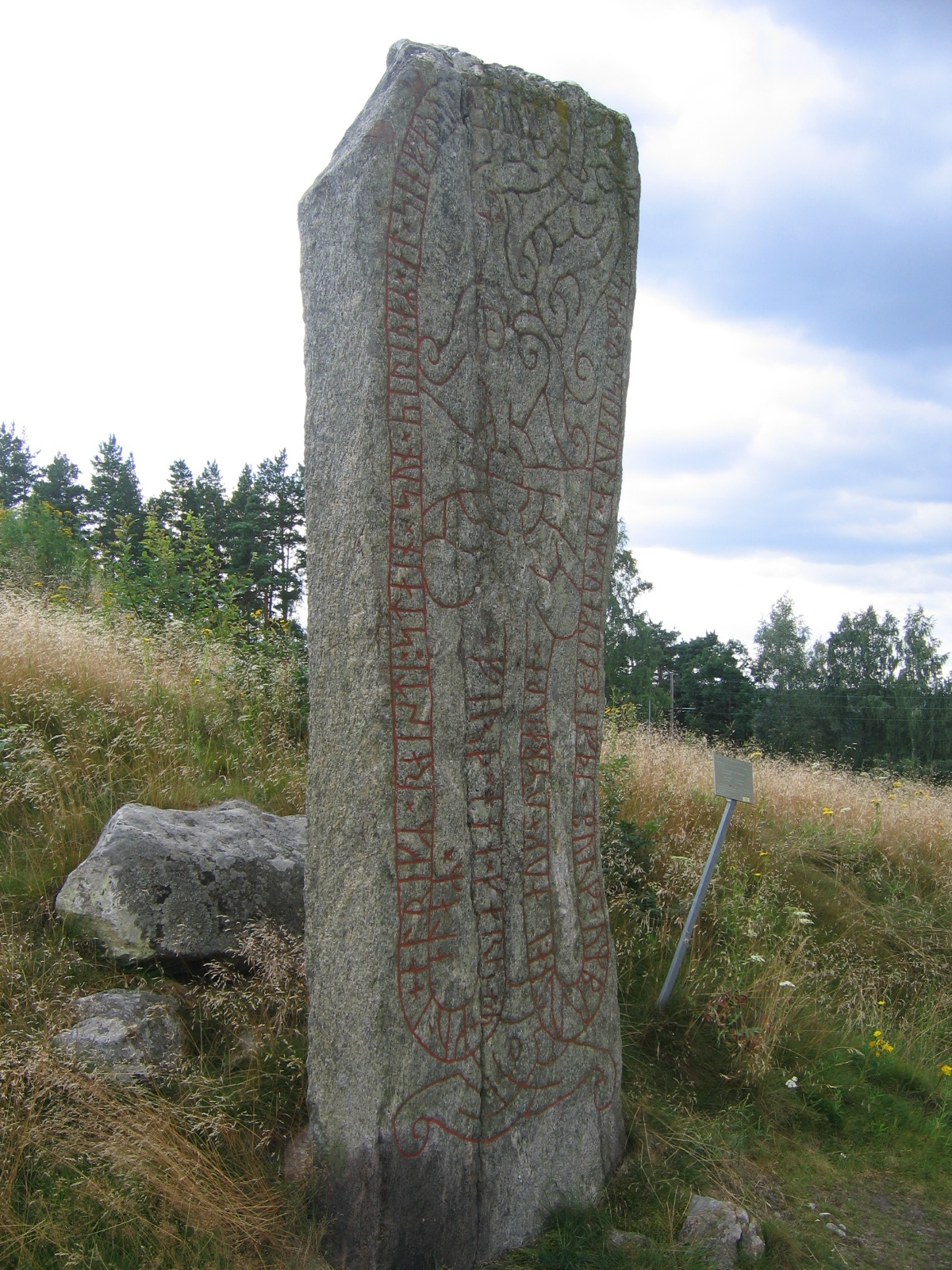
Sö 106

La pietra di Kjula (Sö 106) è una famosa pietra scolpita in stile Pr1Si trova a Kjula lungo l'antica strada che collega Eskilstuna e Strängnäs, nel punto in cui si riuniva il thing.
Parla di un uomo chiamato Spjót ("lancia") che partecipò ad una grande guerriglia in Europa occidentale. Si pensa che sia stata eretta dalla stessa famiglia aristocratica delle vicine Pietre di Sigfrido, e delle Pietre di Jarl Hakon dell'Uppland. Molte autorità scandinave quali Sophus Bugge, Erik Brate e Elias Wessén hanno parlato della pietra e di quanto potesse essere stata ampia la guerriglia di Spjót. Spjót, che significa "Lancia", è un nome unico e potrebbe essere un soprannome guadagnato come guerriero.
Il testo usa il termine vestarla per "nell'ovest" senza specificare il luogo esatto. Quattro altre pietre vichinghe simili usano questo termine: Sö 137, Sö 164, Sö 173 e Sm 51.
Traslitterazione in latino:
alrikR ¤ raisti ¤ stain × sun × siriþaR × at × sin faþur × sbiut ×× saR × uisitaula × um × uaRit : hafþi × burg × um brutna : i : auk × um barþa +× firþ × han × kar(s)aR + kuni + alaR ×
Trascrizione in norreno:
AlrikR ræisti stæin, sunn SigriðaR, at sinn faður Spiut, saR vestarla um vaRit hafði, borg um brutna i ok um barða, færð hann karsaR kunni allaR.
Traduzione in inglese:
"Alríkr, Sigríðr's son, raised the stone in memory of his father Spjót, who had been in the west, broken down and fought in townships. He knew all the journey's fortresses."
Traduzione in italiano:
"Alríkr, figlio di Sigríðr, eresse questa pietra in memoria del padre Spjót, che fu ad ovest, diviso e combattuto nelle città. Egli conosceva tutte le fortezze del viaggio".

### Sö 137

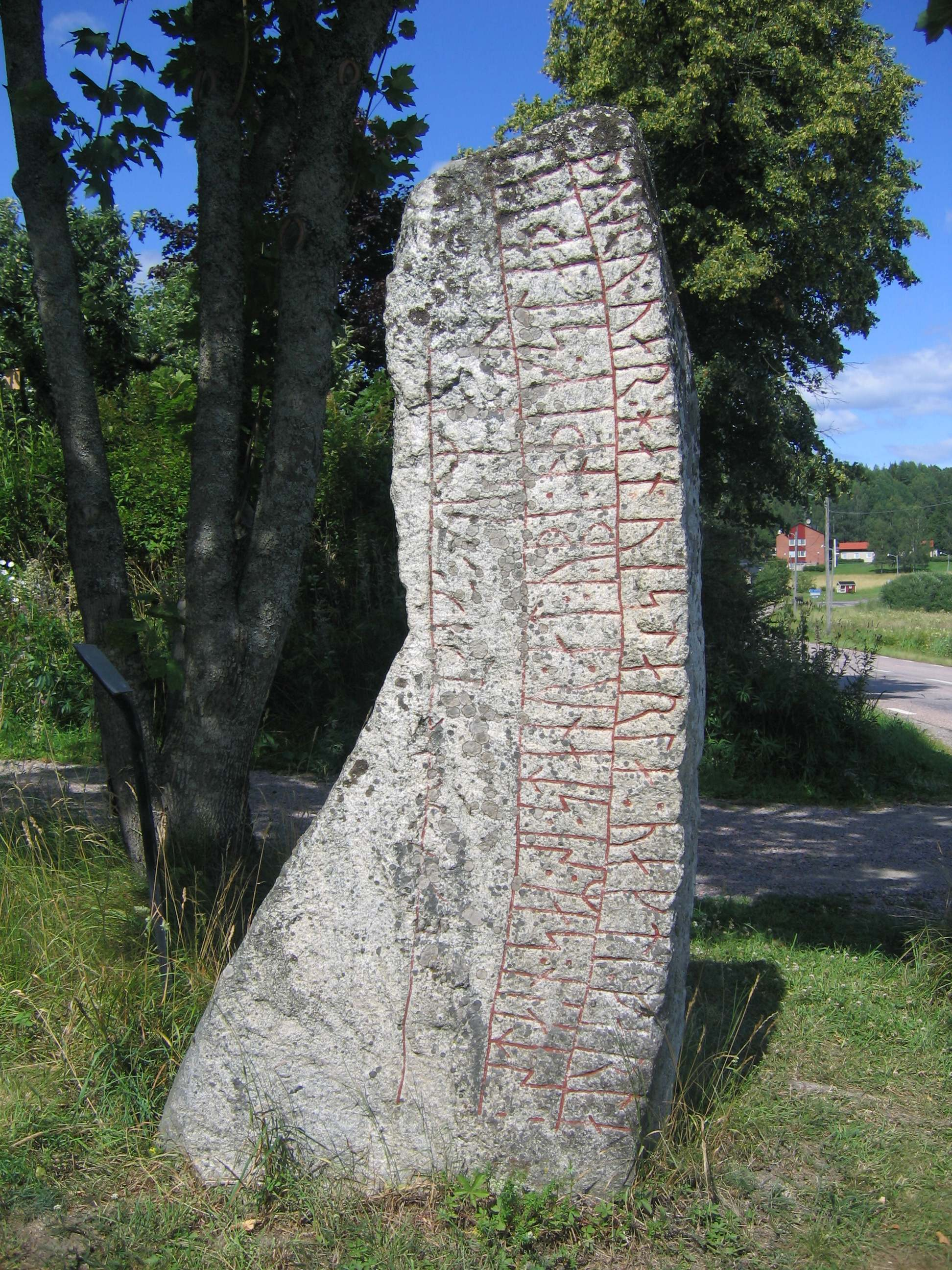
Lato B della Sö 137

Questa è una delle Pietre runiche di Aspa, ed è classificata in stile RAK. Fu incisa sia con le rune lunghe che con le corte. Nell'ultima riga tutte le parole tranne l'ultima cono scritte con rune corte.
Traslitterazione in latino:
A þura : raisþi : stin : þ--si at : ubi : buanti : sin
B : stain : saR:si : stanr : at : ybi : o þik*staþi : at ¶ : þuru : uar : han : uestarla : uakti : karla ¶ [sa þar] * sunr þaþ * raknasuatau(k)i(f)maR[sua]
Trascrizione in norreno:
A Þora ræisþi stæin þ[ann]si at Øpi, boanda sinn.
B Stæinn saRsi standr at Øpi a þingstaði at Þoru ver. Hann vestarla væknti(?) karla, sa þaR sunR það. ...
Traduzione in inglese:
A "Þóra raised this stone in memory of Œpir, her husbandman."
B "This stone stands in memory of Œpir, on the Assembly-place in memory of Þóra's husband. He armed(?) (his) men in the west. The son saw this there ..."
Traduzione in italiano:
A "Þóra eresse questa pietra in memoria di Œpir, suo marito."
B "Questa pietra si trova qui in memoria di Œpir, sul luogo dell'Assemblea in memoria del marito di Þóra. Egli armò(?) (i suoi) uomini ad ovest. Il figlio vide questo là ..."

### Sö 159

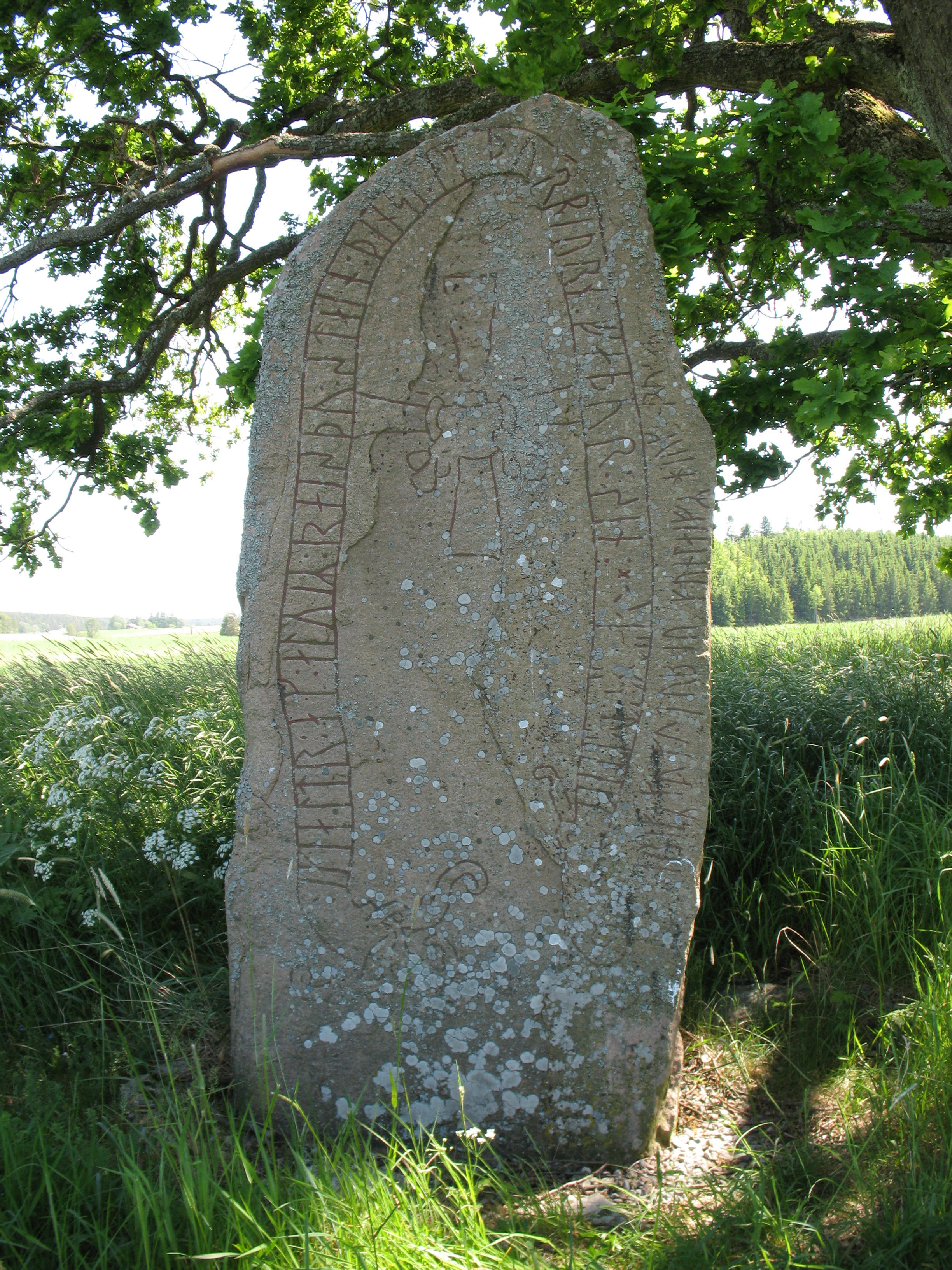
Sö 159

Questa pietra è stata categorizzata in stile RAK, e si trova ad Österberga. Contiene rune sia lunghe che corte. Fu eretta in memoria di un padre che visse ad ovest per lungo tempo.
Traslitterazione in latino:
: ikialtr : ak : aluiR : raisþu : stain : þansi : at : þurbiurn : faþur : sin : han uaistr hafR uf uaRit leki rorikR * kumytr biu * kunlaifR hiuku runaR
Trascrizione in norreno:
Ingialdr ok AlveR/ØlveR ræisþu stæin þannsi at Þorbiorn, faður sinn. Hann vestr hafR of vaRit længi. HrøRikR(?), Guðmundr, <biu>, GunnlæifR hiuggu runaR.
Traduzione in inglese:
"Ingjaldr and Ôlvir raised this stone in memory of Þorbjôrn, their father. He has been long in the west. Hrœríkr(?), Guðmundr, <biu> (and) Gunnleifr cut the runes."
Traduzione in italiano:
"Ingjaldr e Ôlvir eressero questa pietra in memoria di Þorbjôrn, loro padre. Egli fu per molto tempo ad ovest. Hrœríkr(?), Guðmundr, <biu> (e) Gunnleifr incisero le rune"

### Sö 164

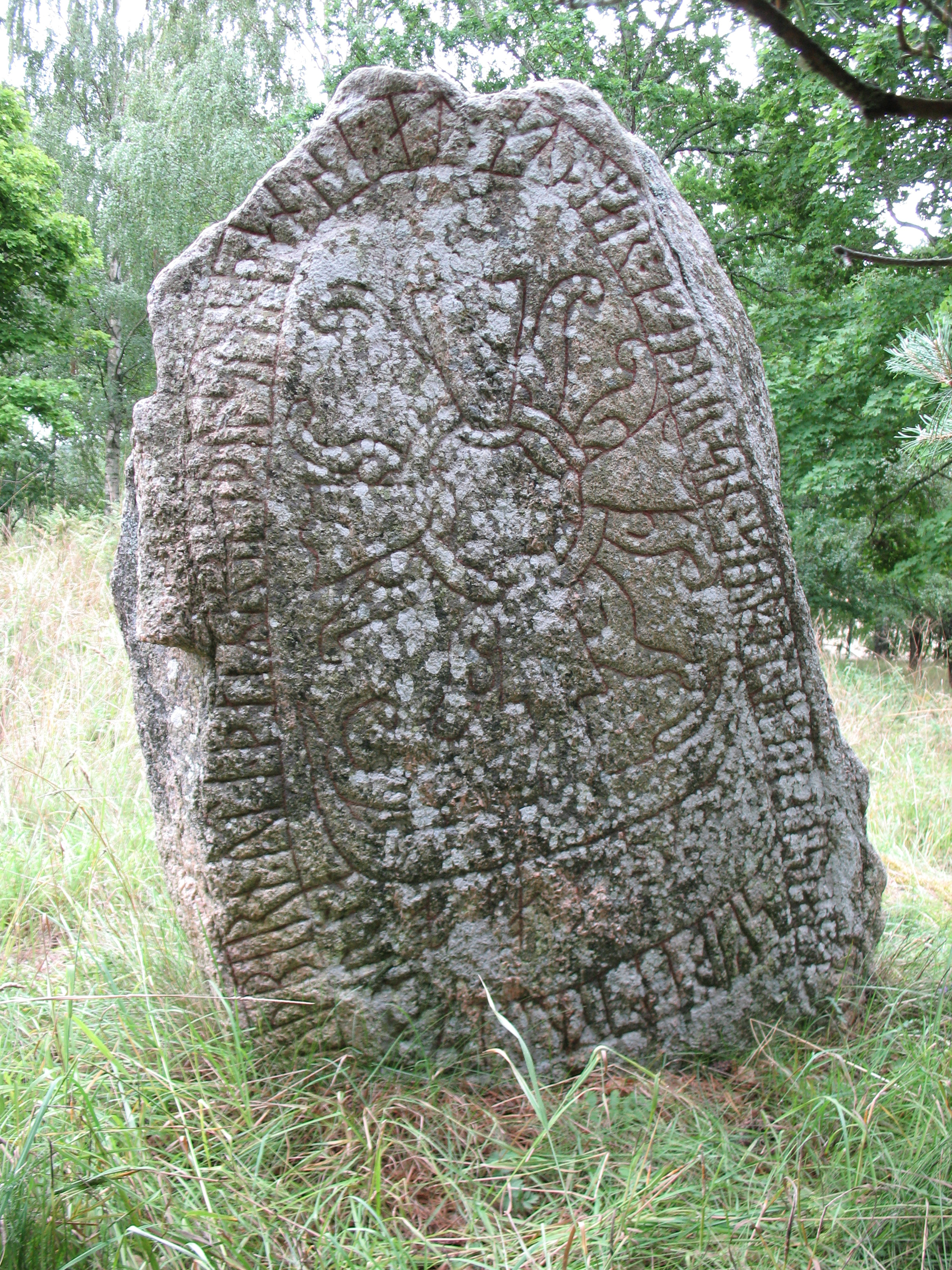
Sö 164

Questa pietra è stata trovata Spånga ed utilizza non solo rune lunghe, ma anche rune cifrate fatte di fuþark recente e rune corte. La decorazione è una nave in cui l'albero è una croce. È l'unica pietra che contiene sia testo che iconografia riferita ad una nave. Fu eretta in memoria di un uomo che partecipò ad una spedizione ad ovest dove fu sepolto, e si parla di lui in modo eroico con un metro allitterativo o prosa. Questa pietra è stata attribuita ad un maestro runico di nome Traen.
Traslitterazione in latino:
kuþbirn : uti : þaiR r(a)isþu : stan þansi : at : kuþmar : f(a)þur : sin : stuþ : triki:l(a) : i * stafn skibi : likR uistarla uf huln sar tu :
Trascrizione in norreno:
Guðbiorn, Oddi, þæiR ræisþu stæin þannsi at Guðmar, faður sinn. Stoð drængila i stafn skipi, liggR vestarla of hulinn(?), saR do.
Traduzione in inglese:
"Guðbjôrn (and) Oddi, they raised this stone in memory of Guðmarr, their father. He who died stood valiantly in the staff of the ship; (now) lies inhumed in the west."
Traduzione in italiano:
"Guðbjôrn (e) Oddi, essi eressero questa pietra in memoria di Guðmarr, loro padre. Egli che morì operando valorosamente nella ciurma della nave; (ora) giace sepolto ad ovest".

### Sö 173

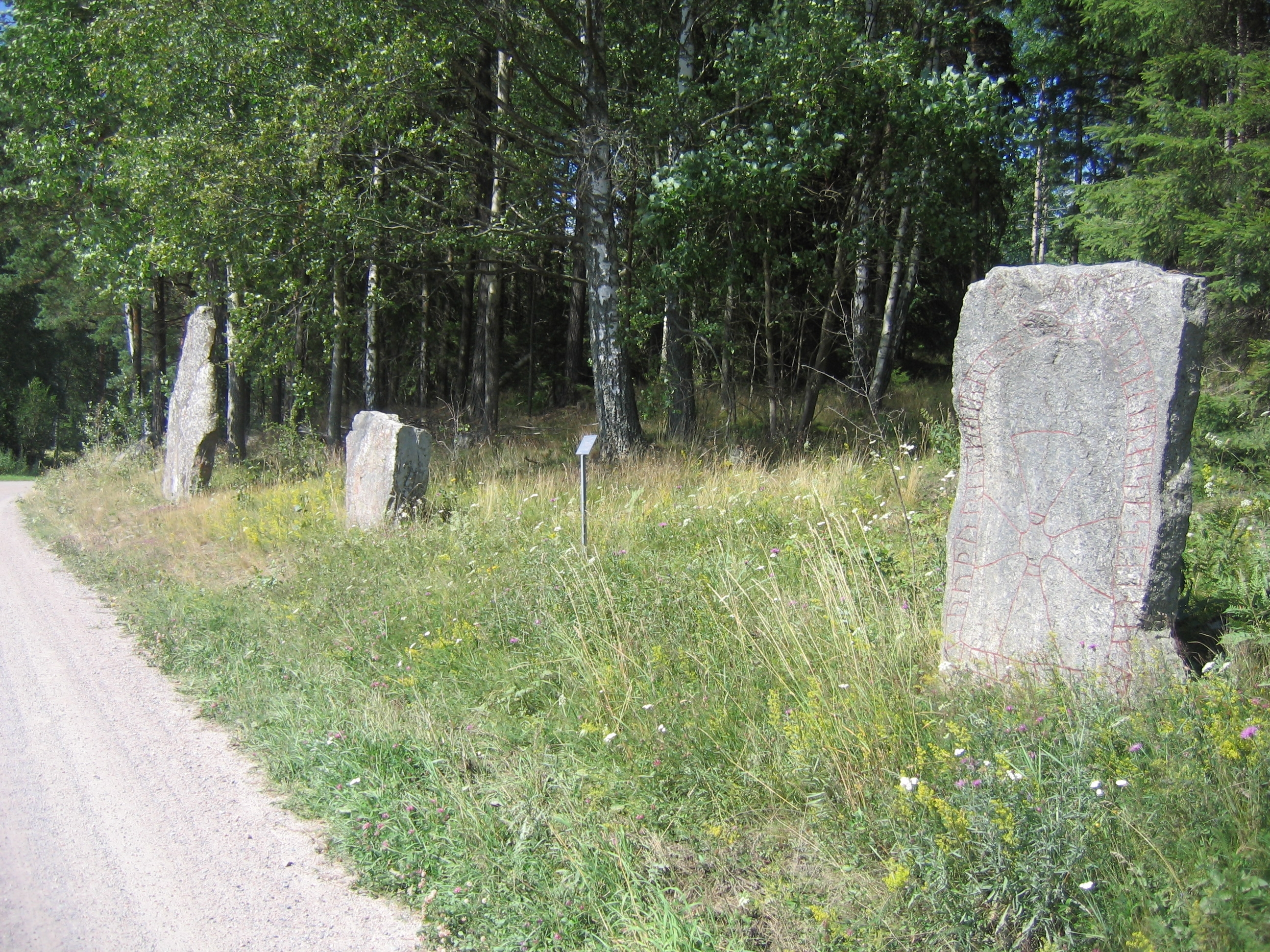
Le tre pietre erette a Tystberga

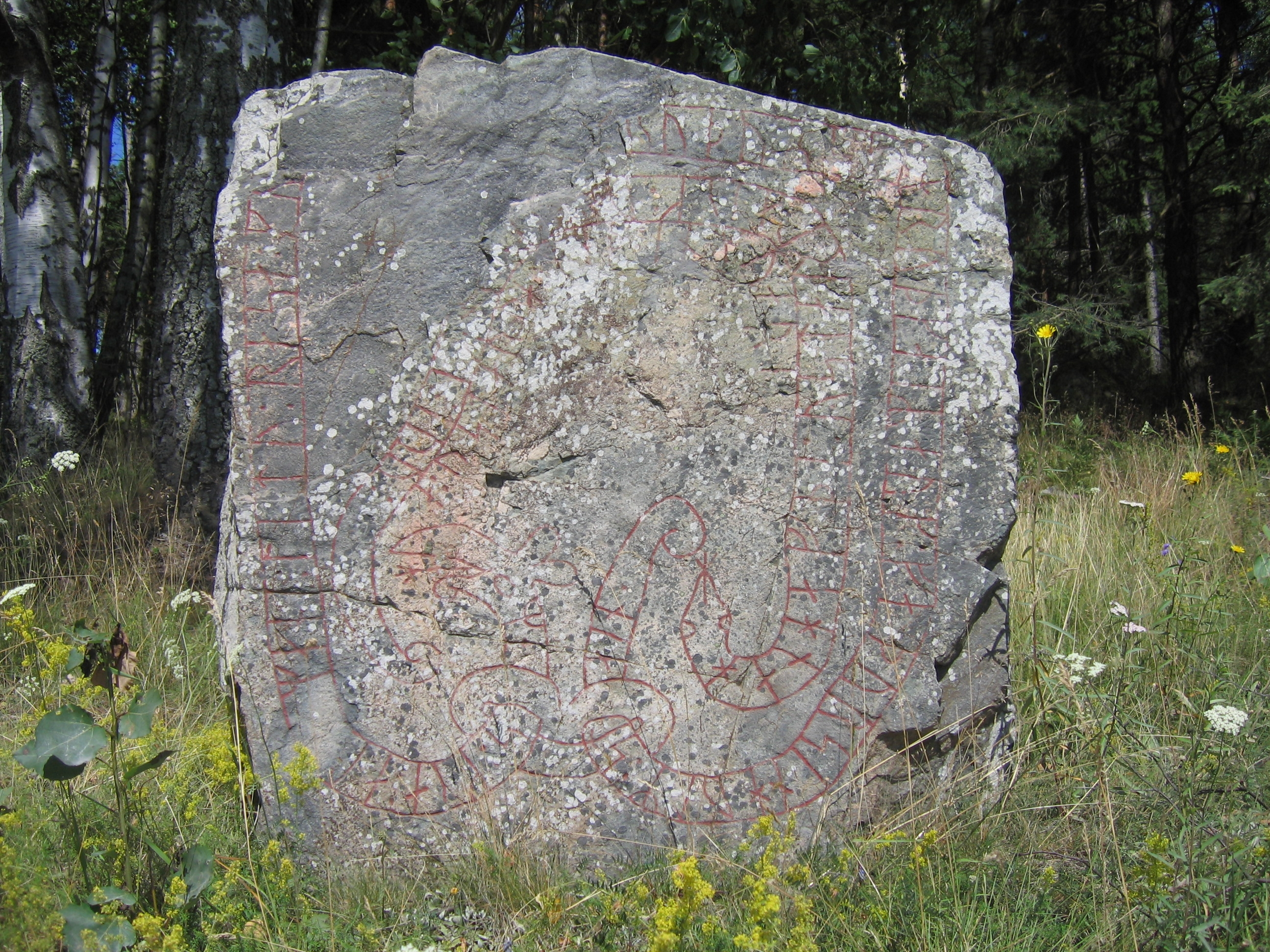
La pietra Sö 173

Nel villaggio di Tystberga vi sono tre pietre erette. Due di loro sono le pietre chiamate Sö 173 e Sö 374, con la seconda che contiene una croce. Entrambe le iscrizioni sono dell'XI secolo e parlano della stessa famiglia. Fanno probabilmente riferimento a spedizioni vichinghe verso est ed ovest.
Il luogo fu all'inizio descritto da Lukas Gadd durante la revisione nazionale dei monumenti preistorici del XVII secolo. un paddock di una proprietà di Tystberga, c'era una pietra piatta con iscrizioni runiche, e vicino a lei un'altra pendente. Inoltre, c'era una grande pietra quadrata circondata da file di piccole pietre, che Gadd descrisse come "cimitero abbastanza grande". Non lontano dalle pietre, vi erano anche due tombe fatte a porta, lunghe circa venti passi.
C'è un disegno della pietra senza croce che risale al XVII secolo, fatto da Johan Hadorph e da Johan Peringskiöld. Questo disegno ha permesso agli studiosi di ricostruire le parti ormai danneggiate. La pietra fu eretta di nuovo da Richard Dybeck nel 1864. Nel 1936, Ivar Schnell esaminò la pietra, e notò che vie era vicina una grossa pietra. Quando fu sollevata, scoprirono che anche questa era una pietra runica, e che probabilmente si trattava di quella che Lukas Gadd descrisse come "pietra quadrata". Nelle vicinanze, Schnell trovò una pietra distrutta senza rune, che probabilmente era quella pendente descritta da Gadd. Dato che avrebbero impedito l'utilizzo agricolo del campo, le tre pietre furono ri-erette ad una distanza di 60 metri, sul bordo della strada. Il cerchio di pietre e gli altri monumenti descritti da Gadd non furono ritrovati.
Riguardo al nome di coloro che eressero la pietra, le rune mani possono essere interpretate in due modi, dato che i testi runici non ripetono mai due rune consecutivamente. Una possibilità è che facciano riferimento a Máni, la luna, e l'altra è che sia il nome maschile Manni, derivato da maðr ("uomo"). Le rune mus:kia sono più difficili da decifrare, e la vecchia interpretazione secondo cui sarebbero Mus-Gea viene oggi rifiutata. È probabilmente una nominalizzazione di myskia che significa "scuro" come al tramonto, ed uno studioso ha ipotizzato che potesse significare proprio "tramonto" o "crepuscolo" facendo riferimento ad esempio al colore dei capelli. Una seconda teoria vorrebbe che il nome facesse riferimento al pipistrello. È anche in discussione se sia il nome di un uomo o di una donna, ma molti studiosi pensano che si tratti di una donna. Il nome Myskia appare in una seconda iscrizione runica, la Sö 13 di Gatstugan, e potrebbe fare riferimento alla stessa persona. L'iscrizione riporta le rune-m () del nome di chi pose la pietra nella forma delle lingue di due serpenti.
L'ultima parte dell'iscrizione senza croce è sia insolita che parzialmente problematica. Il termine ystarla potrebbe senza contesto essere interpretato sia come "verso ovest" che come "verso est", ma dato che appare anche la parola austarla più avanti, si pensa che ystarla significhi "versoovest". È insolito, ma non unico, che la runa-y rappresenti il fonema "v". Un altro motivo per questa interpretazione è il fatto che permetterebbe di interpretare la parte finale dell'iscrizione come un poema col metro fornyrðislag. Questo spiegherebbe l'uso della runa dato che vestarla permette l'allitterazione con um vaRit. Non si sa se egli faccia riferimento a Hróðgeirr (Roger) o Holmsteinn, ma si pensa che si tratti di Holmsteinn ad essere stato ad ovest. Il suffisso plurale -u nella forma verbale dou mostra che sia Hróðgeirr che Holmsteinn morirono nella spedizione di Ingvar.
Traslitterazione in latino:
A mus:kia : a(u)[k :] (m)an(i) : litu : rasa : ku[(m)(l) : þausi : at : b]ruþur * (s)in : hr(u)þkaiR * auk : faþur sin hulm:stain *
B * han hafþi * ystarla u(m) : uaRit * lenki : tuu : a:ustarla : meþ : inkuari
Trascrizione in norreno:
A Myskia ok Manni/Mani letu ræisa kumbl þausi at broður sinn HroðgæiR ok faður sinn Holmstæin.
B Hann hafði vestarla um vaRit længi, dou austarla með Ingvari.
Traduzione in inglese:
A "Myskja and Manni/Máni had these monuments raised in memory of their brother Hróðgeirr and their father Holmsteinn."
B "He had long been in the west; died in the east with Ingvarr."
Traduzione in italiano:
A "Myskja e Manni/Máni fecero erigere questi monumenti in memoria del loro fratello Hróðgeirr e del loro padre Holmsteinn."
B "Egli fu per molto tempo ad ovest; morirono ad est con Ingvarr."

### Sö 217

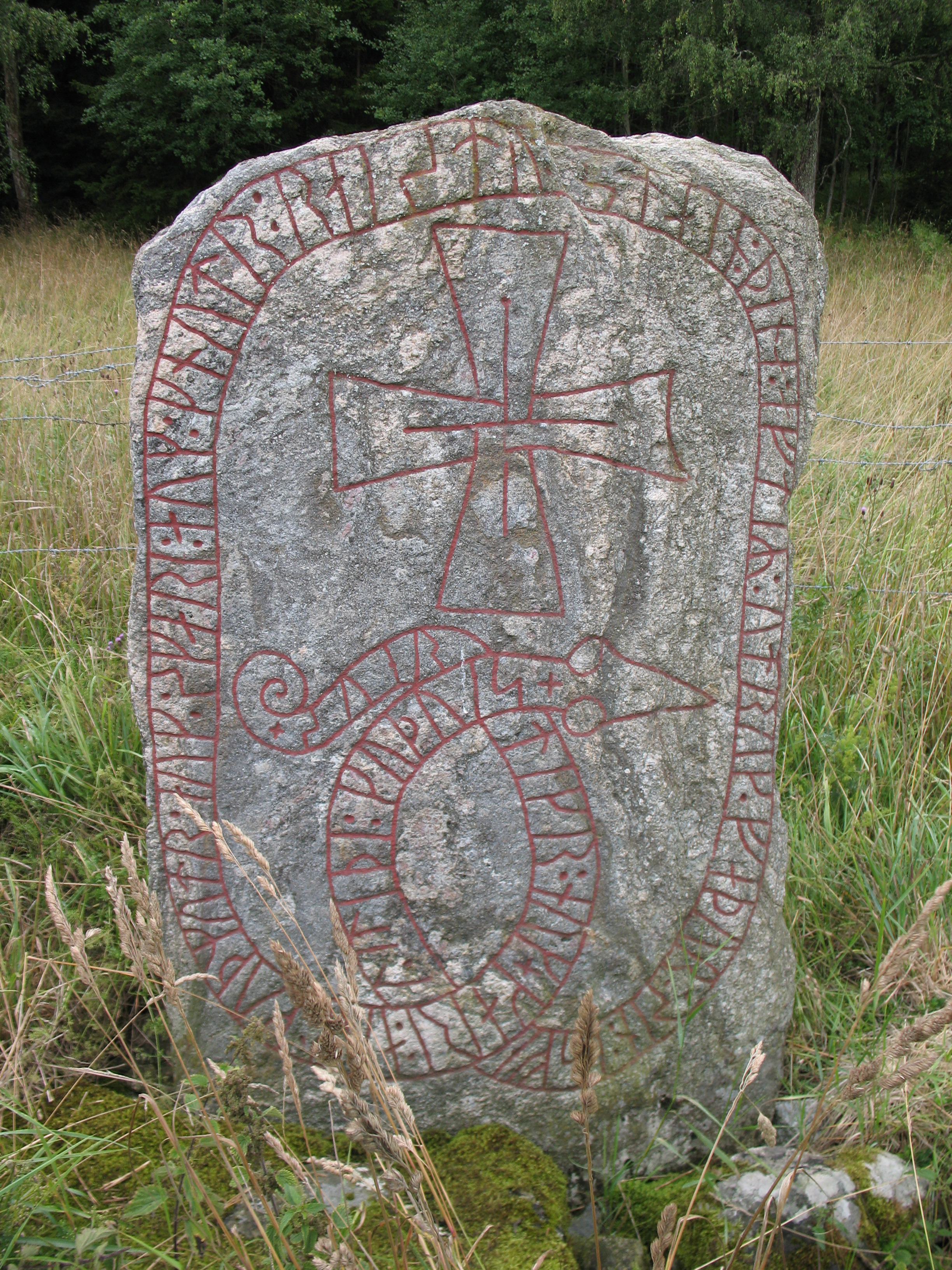
Sö 217

Questa pietra in stile Fp si trova a Sorunda. È stata eretta in memoria di un padre che morì in una spedizione di guerra comandata da una persona di nome Guðvé. Erik Brate ipotizza che si tratti della stessa spedizione citata sulla pietra di Grinda, in cui le destinazioni sono Inghilterra e Sassonia.
Traslitterazione in latino:
+ suertikr : nuk + kari : auk : kuþmutr : auk : skari : auk : knutr : raistu : stain : þena : aftiR : utruk * faþur : sin : is fel * i liþi : kuþuis +
Trascrizione in norreno:
SværtingR ok Kari ok Guðmundr ok Skari ok Knutr ræistu stæin þenna æftiR Otrygg, faður sinn, es fell i liði Guðvis.
Traduzione in inglese:
"Svertingr and Kári and Guðmundr and Skári and Knútr raised this stone in memory of Ótryggr, their father, who fell in Guðvé's retinue."
Traduzione in italiano:
"Svertingr e Kári e Guðmundr e Skári e Knútr eressero questa pietra in memoria di Ótryggr, loro padre, che morì nel gruppo di Guðvé".

### Sö 260

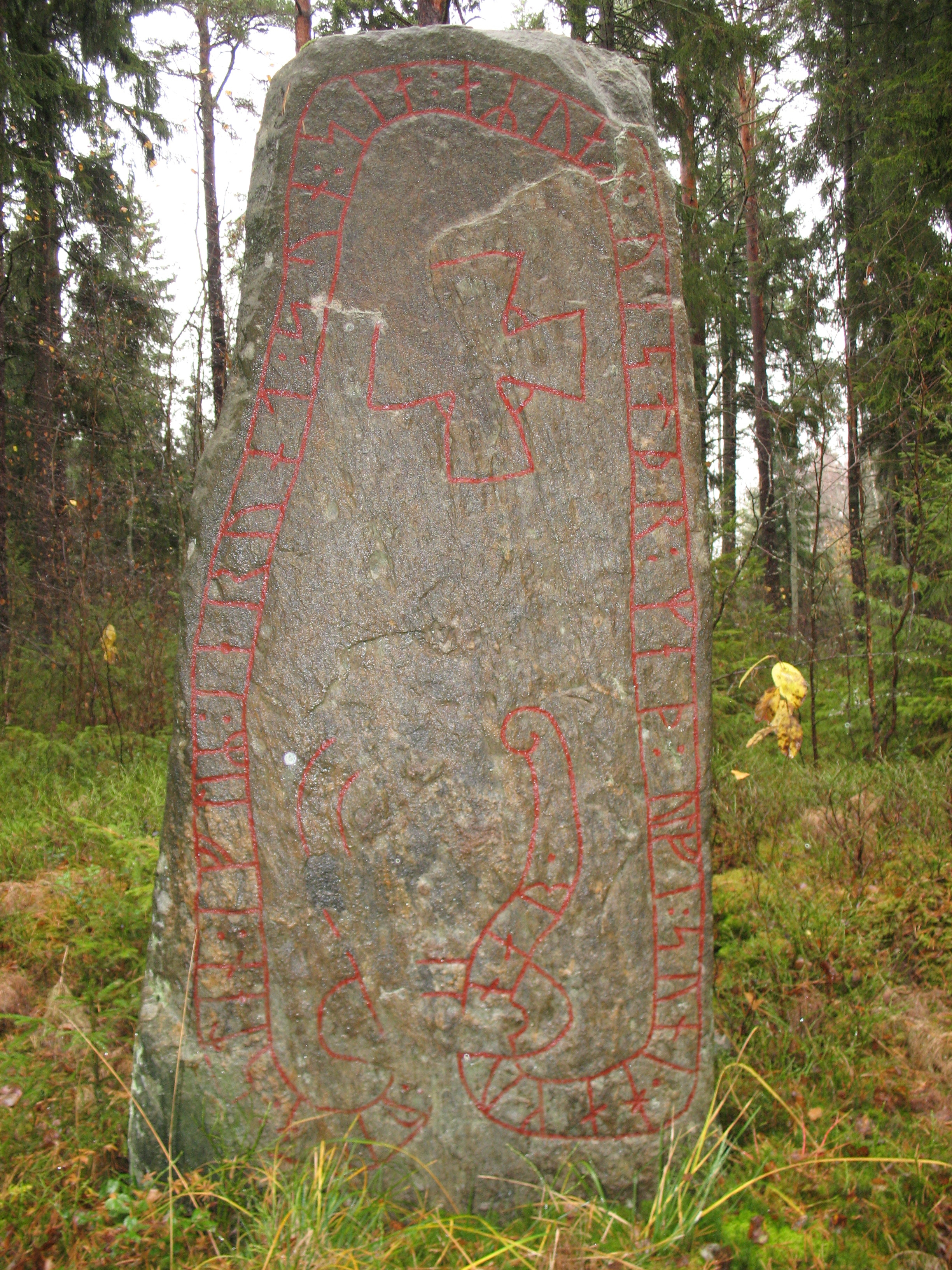
Sö 260

Questa pietra si trova a Södra Beteby, e potrebbe essere una delle Pietre di Jarl Hakon. Non solo la pietra fu trovata nella fattoria, ma anche un tesoro con molte centinaia di monete inglesi. La maggior parte di pence anglosassoni di questo periodo sono stati trovati in Svezia e non in Inghilterra, a causa dei Danegeld.
Omeljan Pritsak ipotizza che questo Hakon sia lo stesso citato culla pietra di Bro ed il cui figlio Ulf andò ad ovest, ovvero in Inghilterra. Questo jarl Hakon svedese sarebbe quindi stato il norvegese Håkon Eiriksson.
Traslitterazione in latino:
... ... ...a : stin : eftiR : ierunt : sun : sia : aR * uaR : uestþr : meþ ulfi : suni * hakunar *
Trascrizione in norreno:
... ... [ræis]a stæin æftiR Iarund, sun sinn, eR vaR vestr með Ulfi, syni HakonaR.
Traduzione in inglese:
"... ... raise the stone in memory of Jôrundr, his son, who was in the west with Ulfr, Hákon's son."
Traduzione in italiano:
"... ... eresse questa pietra in memoria di Jôrundr, suo figlio, che fu ad ovest con Ulfr, figlio di Hákon."

### Sö 319

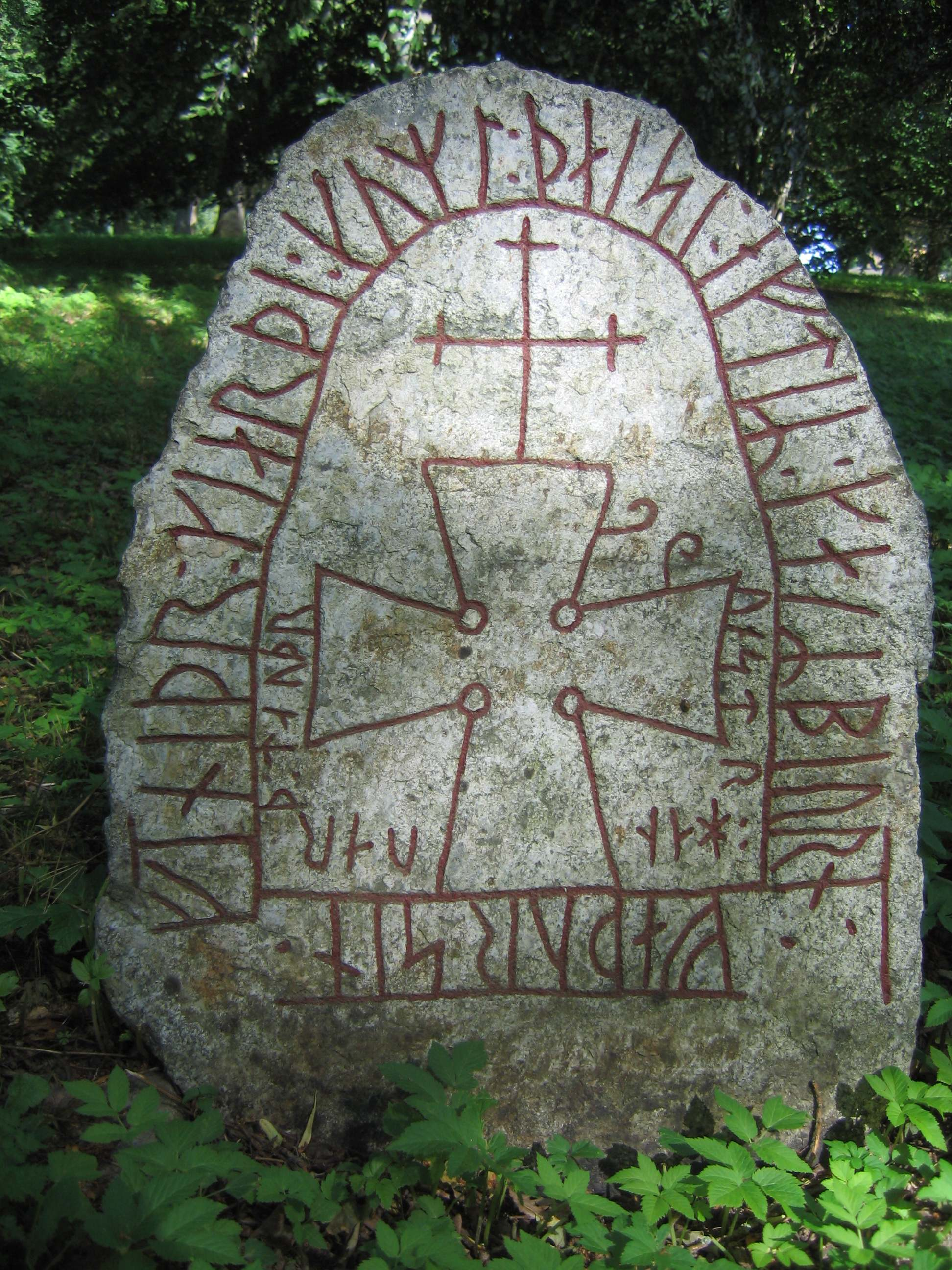
Sö 319

Questa pietra fu rinvenuta a Sannerby, ma fu poi spostata presso il parco del maniero Stäringe, dove è ancora oggi presente accanto alla Sö 320. È incisa in stile RAK.
Traslitterazione in latino:
: finiþr : kiarþi : kuml : þaisi : eftiR : kaiRbiurn : faþur sin :: han uarþ : tauþr uestr
Trascrizione in norreno:
Finnviðr(?) gærði kuml þessi æftiR GæiRbiorn, faður sinn. Hann varð dauðr vestr.
Traduzione in inglese:
"Finnviðr(?) made these monuments in memory of Geirbjôrn, his father. He died in the west."
Traduzione in italiano:
"Finnviðr(?) costruì questi monumenti in memoria di Geirbjôrn, suo fratello. Egli morì ad ovest".

## Östergötland

### Ög 68

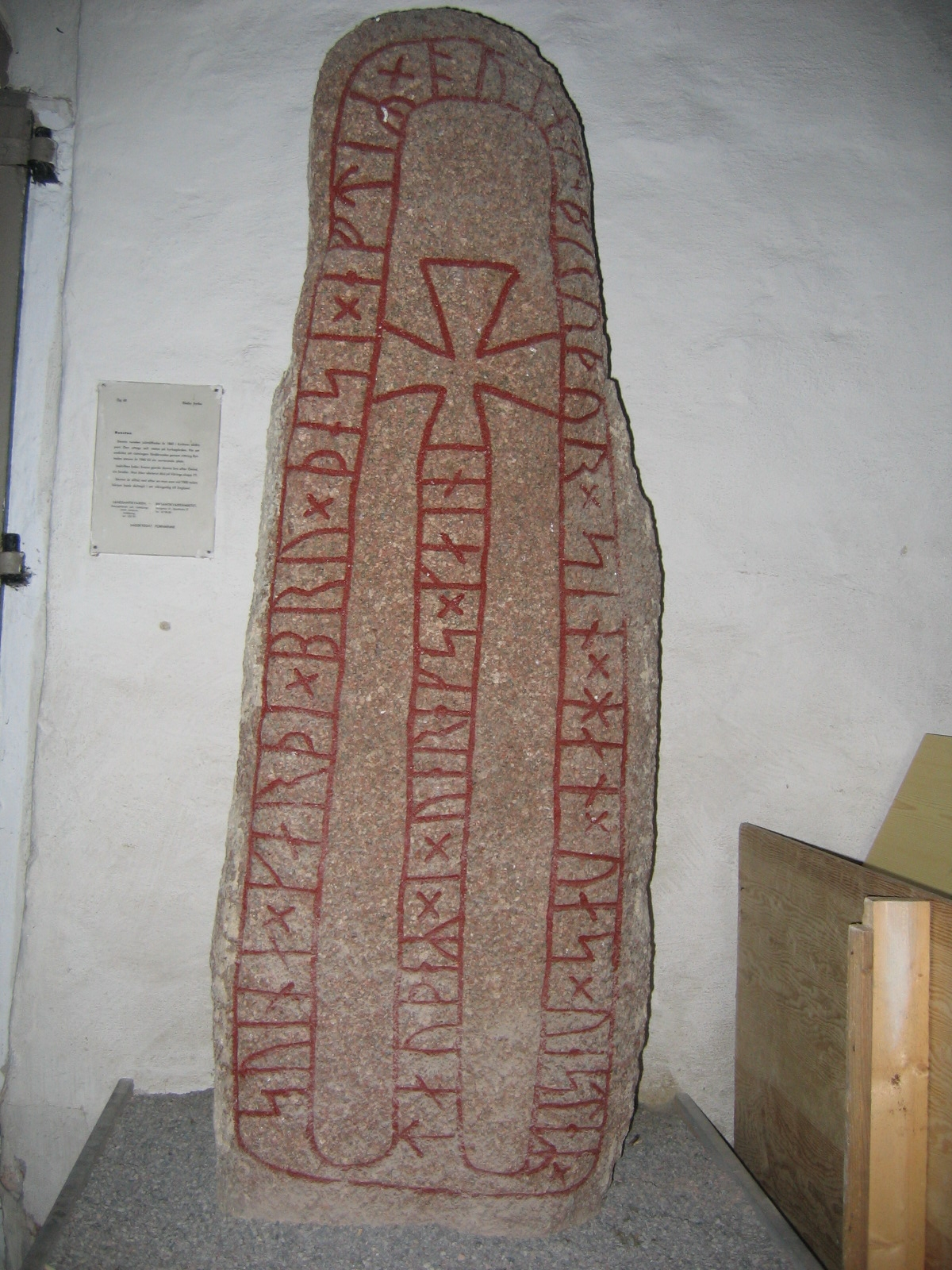
Ög 68

Questa pietra fu trovata presso la chiesa di Ekeby, e fu spostata nel portico della chiesa nel 1961. È scolpita in stile RAK. Cita la morte di un uomo di nome Eyvindr, che morì durante una spedizione ad ovest sotto il comando di un capo vichingo di nome Væringr. Erik Brate sostiene che Væringr sia uno di quelli menzionati sulla pietra Ög 111.
Traslitterazione in latino:
suina × karþi × bru × þesi × eftiR × ouint × bruþur × sin × han × uas × uesteR × tauþeR × i × uereks × (k)ai-i
Trascrizione in norreno:
Svæina gærði bro þessi æftiR Øyvind, broður sinn. Hann vas vestr dauðr i Værings <kai-i>.
Traduzione in inglese:
"Sveina made this bridge in memory of Eyvindr, his brother. He died in the west on Væringr's ..."
Traduzione in italiano:
"Sveina costruì questo ponte in memoria di Eyvindr, suo fratello. Egli morì ad ovest con Væringr ..."

### Ög 83

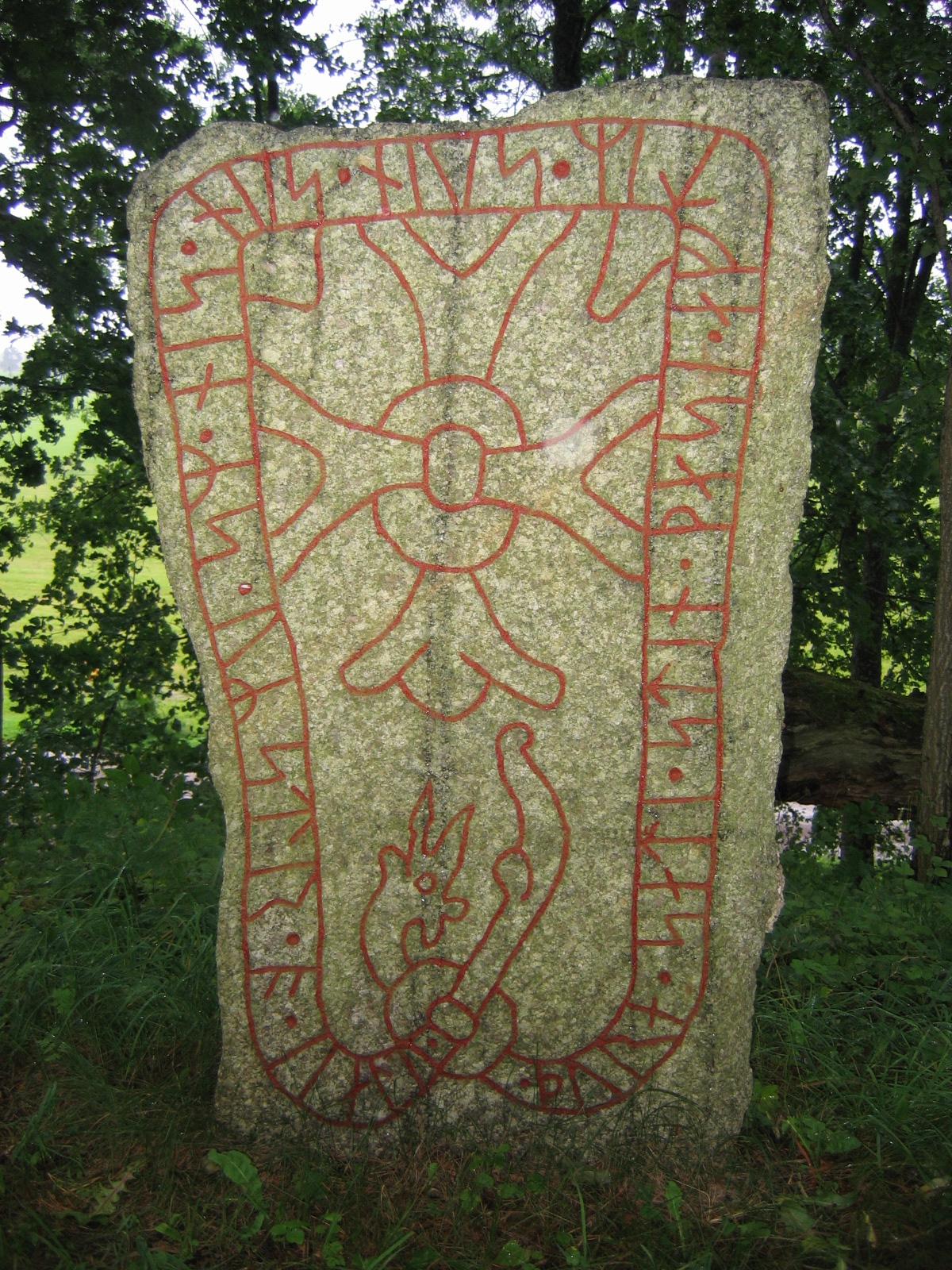
Ög 83

La Ög 83 è una delle Pietre runiche di Högby, ed è categorizzata come stile Pr1-Pr2. In questo stile le teste di serpente o di altri animali alla fine del testo sono mostrate di profilo, ma non sono allungate e stilizzate quanto nello stile di Urnes. Fu eretta in memoria di un figlio morto ad ovest.
Traslitterazione in latino:
* þura * sati * stin * þasi * aftiR * suin * sun * sin * Rs * uRstr * o * ualu
Trascrizione in norreno:
Þora satti stæin þannsi æftiR Svæin, sun sinn, es vestr a <ualu>
Traduzione in inglese:
"Þóra placed this stone in memory of Sveinn, her son, who died in the west in <ualu>."
Traduzione in italiano:
"Þóra pose questa pietra in memoria di Sveinn, suo figlio, che morì ad ovest a <ualu>."

### Ög 111

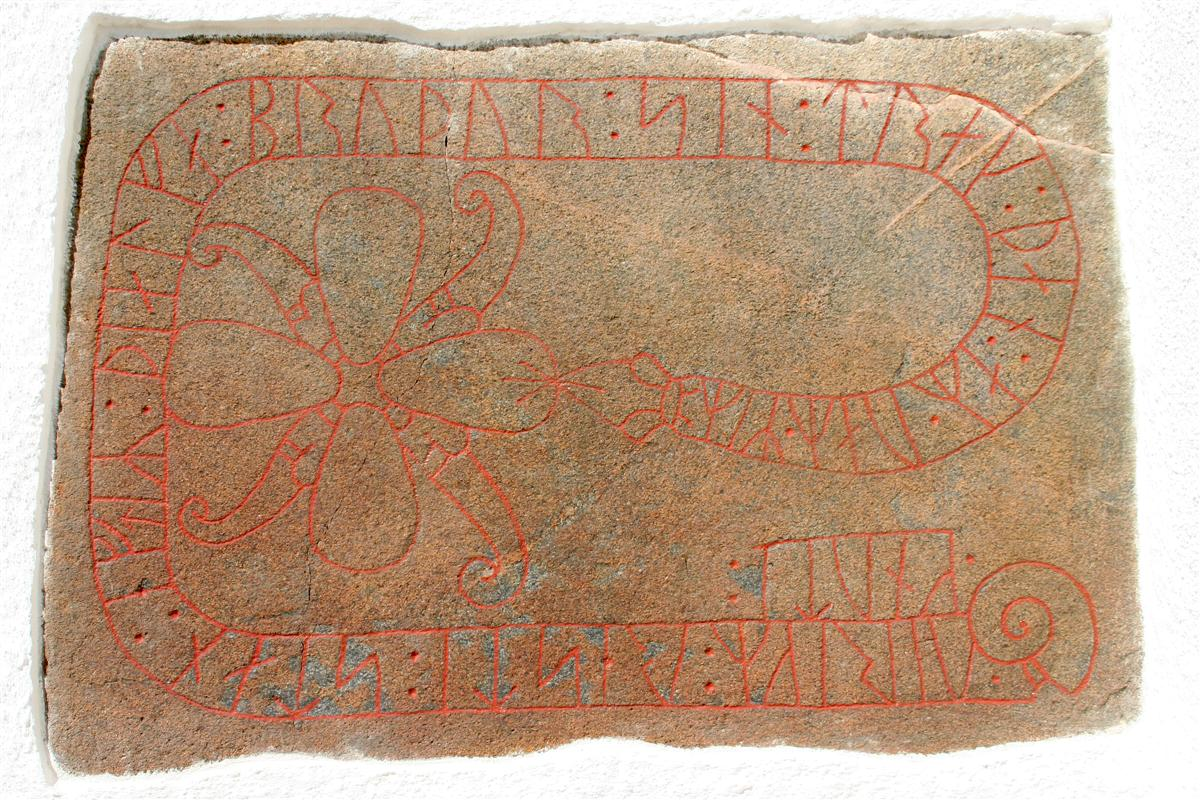
Ög 111

Questa iscrizione in stile Fp si trovava nel muro della chiesa di Landeryd. Fu eretta da un uomo di nome Væringr in memoria di un fratello che servì Canuto il Grande. Erik Brate sostiene che questo Væringr sia lo stesso citato sulla pietra Ög 68. La croce è in stile Ringerike.
Traslitterazione in latino:
* uirikR : resti : stan : eftiR : þialfa : bruþur : sin : trak : þan : aR * uaR * miR * knuti :
Trascrizione in norreno:
VæringR ræisti stæin æftiR Þialfa, broður sinn, dræng þann, eR vaR með Knuti.
Traduzione in inglese:
"Væringr raised the stone in memory of Þjalfi , his brother, the valiant man who was with Knútr."
Traduzione in italiano:
"Væringr eresse questa pietra in memoria di Þjalfi , suo fratello, il valoroso uomo che fu con Knútr".

### Ög Fv1970;310

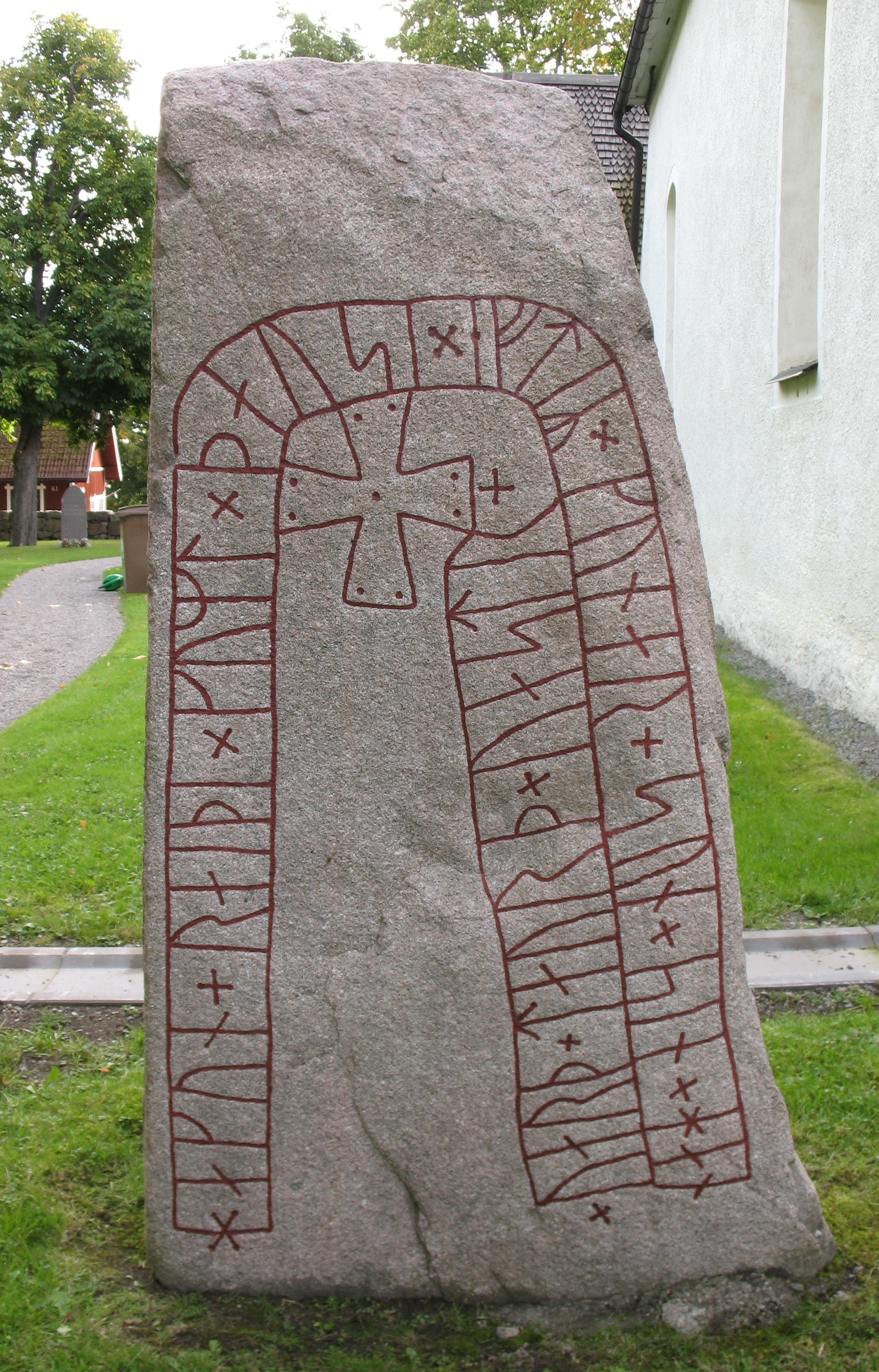
Ög Fv1970;310

Questa pietra della prima metà dell'XI secolo fu scoperta nel giugno del 1969 nelle mura del cimitero, a circa 40 metri dalla porta della chiesa di Kullerstad. Il lato inciso era all'interno del muro. La pietra fu eretta vicino all'entrata della chiesa. È in granito rosso chiaro, ed è alta 1,84 metri (1,55 sopra il suolo) e larga 84 centimetri. La lunghezza delle rune è tra i 12 ed i 15 centimetri. Fu eretta da Hákon in memoria del figlio Gunnarr, ed entrambi sono noti per la pietra Ög 162 posta vicino al ponte di Gunnar circa mezzo chilometro a nord della chiesa. L'iscrizione sulla Ög 162 parla di Hákon che diede il nome al ponte in memoria del figlio Gunnarr. La pietra scoperta presso la chiesa era probabilmente il memoriale principale, ma afferma che almeno due furono eretti in memoria di Gunnarr. È quindi probabile che entrambe le pietre formassero un memoriale gemello presso il ponte di Gunnar, e che furono probabilmente scolpite dallo stesso mastro runico.
Traslitterazione in latino:
hakun + raiþi × kuml × þausi × eftiR × kunar + sun × sin × han × uarþ × taurþ × uastr +
Trascrizione in norreno:
Hakon ræisþi kumbl þausi æftiR Gunnar, sun sinn. Hann varð dauðr vestr.
Traduzione in inglese:
"Hákon raised these monuments in memory of Gunnarr, his son. He died in the west."
Traduzione in italiano:
"Hákon eresse questi monumenti in memoria di Gunnarr, suo figlio. Egli morì ad ovest".

## Västergötland

### Vg 61

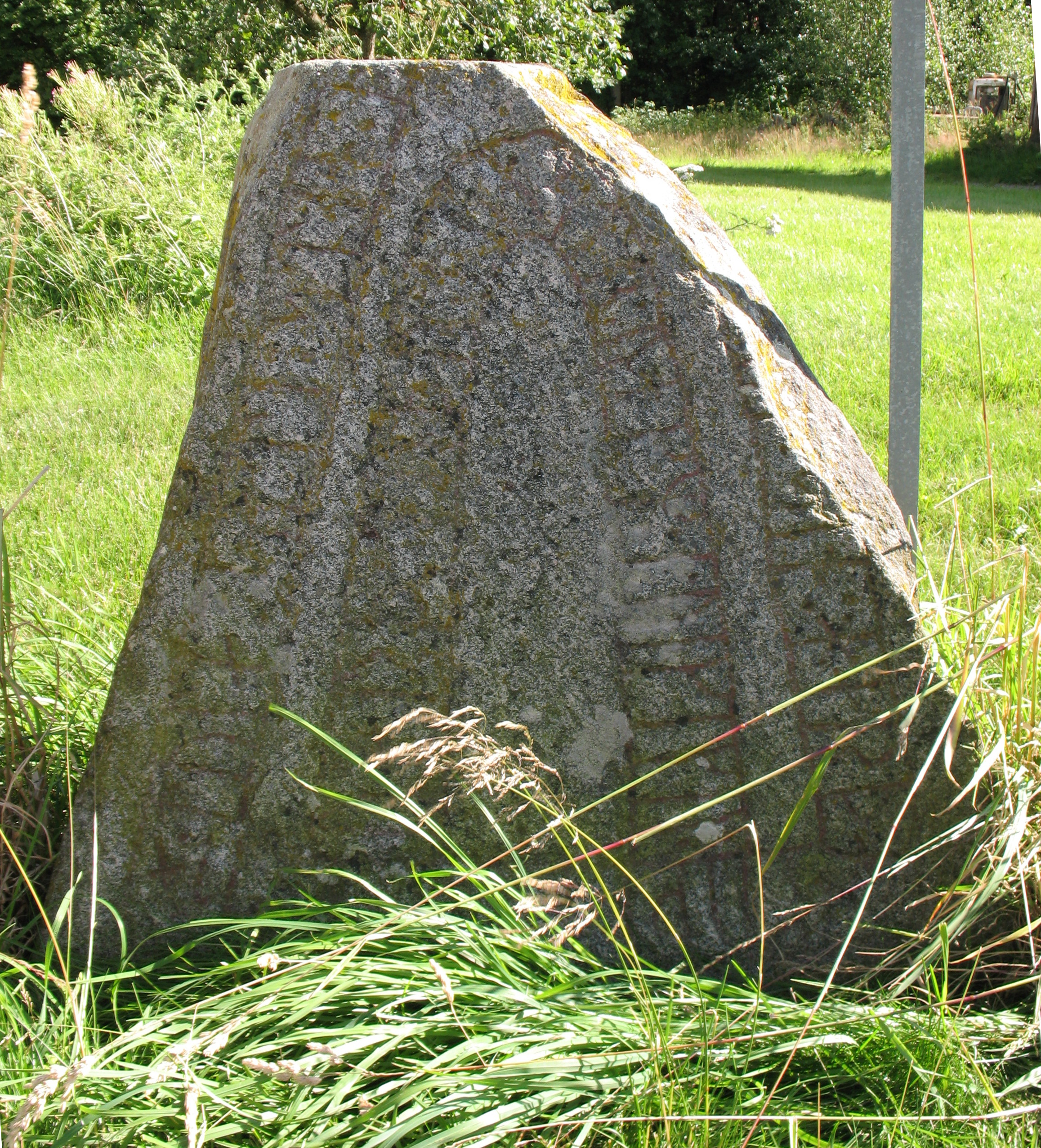
Vg 61

Questa pietra si trova a Härlingstorp. È incisa in stile RAK e fu eretta in memoria di un uomo che morì sulla rotta occidentale. Solo altre due pietre, la DR 330 e la DR 334, usano la locuzione i vikingu, letteralmente "in vichingo", e qui in combinazione con "sulla rotta occidentale" probabilmente indica che morì durante le guerre in Inghilterra.
Traslitterazione in latino:
: tula : sati : sten : þ... ...[iR kR : sun] : sin : harþa × kuþon : trok : sa × uarþ : tuþr : o : uastr:uakm : i : uikiku :
Trascrizione in norreno:
Tola satti stæin þ[annsi æft]iR GæiR, sun sinn, harða goðan dræng. Sa varð dauðr a vestrvegum i vikingu.
Traduzione in inglese:
"Tóla placed this stone in memory of Geirr, her son, a very good valiant man. He died on a Viking raid on the western route."
Traduzione in italiano:
"Tóla pose questa pietra in memoria di Geirr, suo figlio, un uomo molto valoroso. Egli morì in un raid vichingo sulla rotta occidentale".

### Vg 197

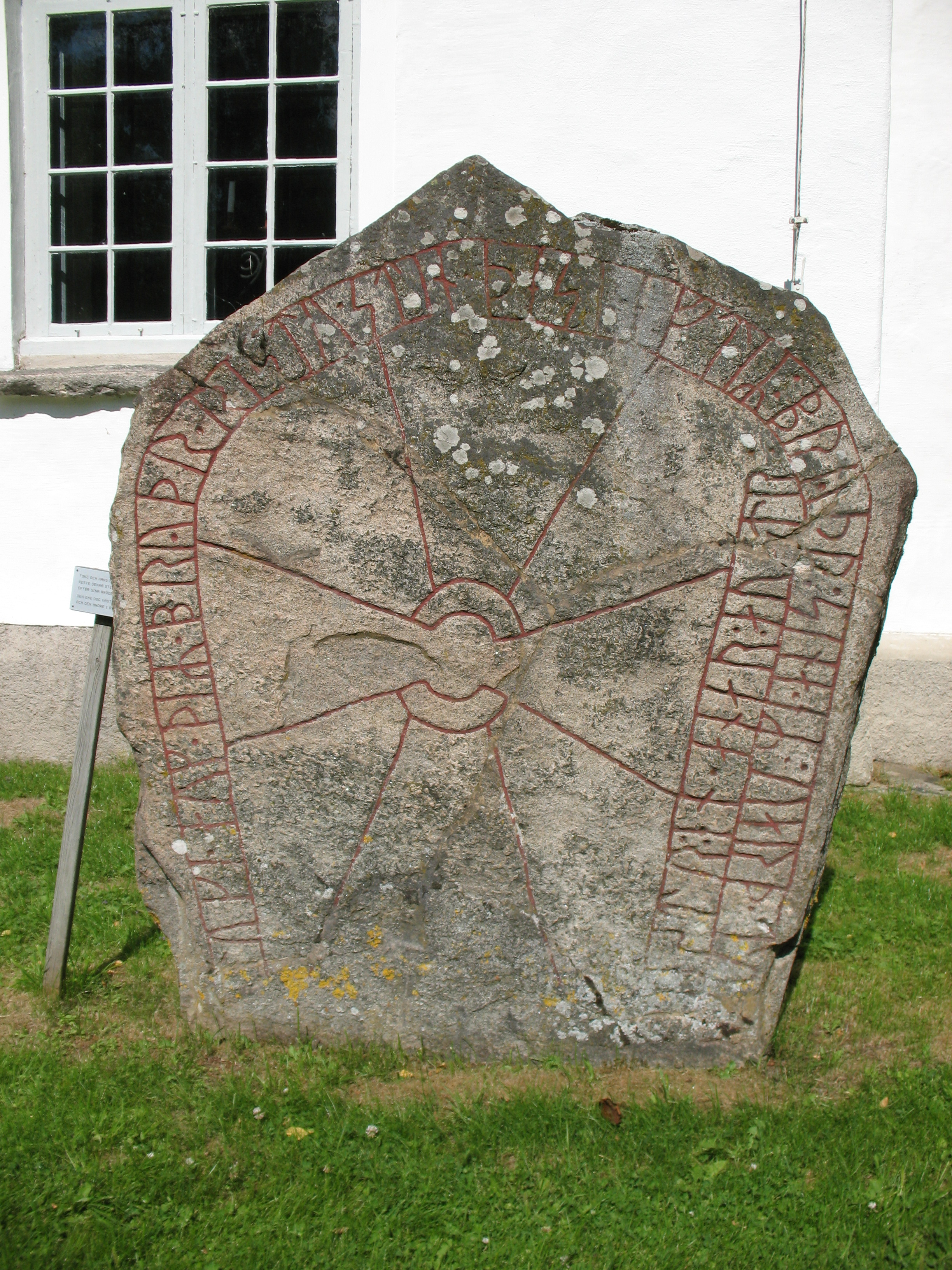
Vg 197

Questa pietra è stata trovata nel cimitero della chiesa di Dalum. Fu eretta in memoria di due fratelli, di cui uno morì ad est e l'altro ad ovest.
Traslitterazione in latino:
tuki * auk * þiR * bryþr * ristu * stin * þesi * eftiR : bryþr : sina * eR : uarþ * tu(þ)r uestr : en * anar : au(s)tr :
Trascrizione in norreno:
Toki ok þæiR brøðr ræistu stæin þennsi æftiR brøðr sina. ER varð dauðr vestr, en annarr austr.
Traduzione in inglese:
"Tóki and his brothers raised this stone in memory of their brothers. One died in the west, another in the east."
Traduzione in italiano:
"Tóki ed i fratelli eressero questa pietra in memoria dei loro fratelli. Uno morì ad ovest, un altro ad est".

## Småland

### Sm 10

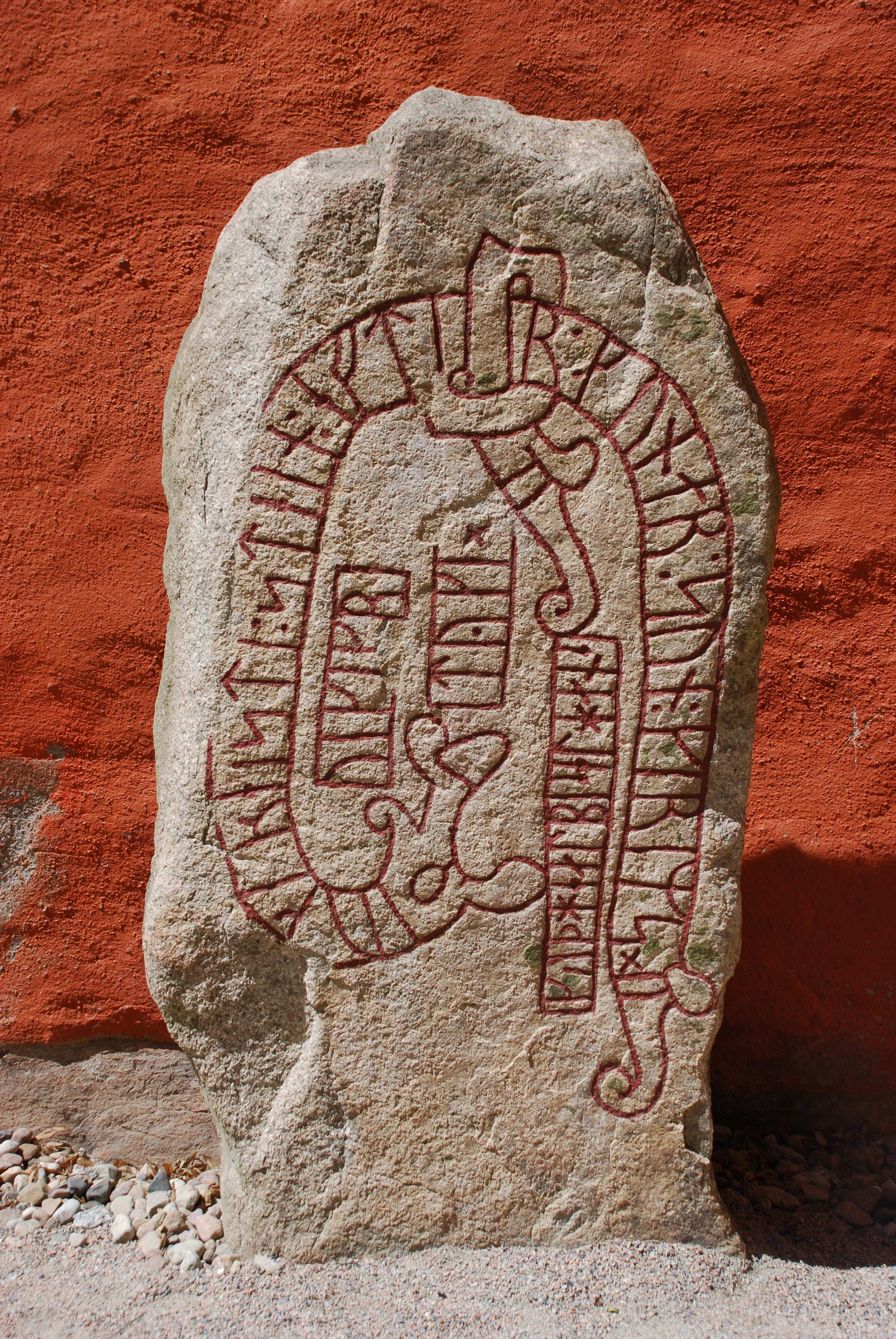
Sm 10

Questa pietra è stata trovata nella Cattedrale di Växjö vicino al muro occidentale. Fu eretta da un uomo che si faceva chiamare "il Vichingo" ed è classificata come scolpita in stile Pr2, noto anche come stile di Ringerike. Fu scoperta nel 1813 sotto al gesso del muro della cattedrale. L'iscrizione inizia con una testa di serpente, ed è scolpita in forma circolare che segue i bordi della pietra fino a raggiungere la x. La preghiera va letta dal basso in alto nel rettangolo di destra. Le rune tyki si trovano sopra la testa di serpente nel rettangolo centrale, mentre le rune uikikr sono nel rettangolo di sinistra. L'epiteto Vichingo indica che Tóki prese parte alle spedizioni vichinghe e che probabilmente usò questo termine per distinguersi dagli altri Tóki della regione.
Traslitterazione in latino:
-u(k)i tyki × uikikr reisti * stein * e(f)tir : kunar : sun : kirims × kuþ healbi sel hans
Trascrizione in norreno:
[T]oki, Toki vikingR, ræisti stæin æftiR Gunnar, sun Grims. Guð hialpi salu hans!
Traduzione in inglese:
"Tóki, Tóki the Viking, raised the stone in memory of Gunnarr, Grímr's son. May God help his soul!"
Traduzione in italiano:
"Tóki, Tóki il Vichingo, eresse questa pietra in memoria di Gunnarr, figlio di Grímr. Possa Dio aiutare la sua anima!"

### Sm 42

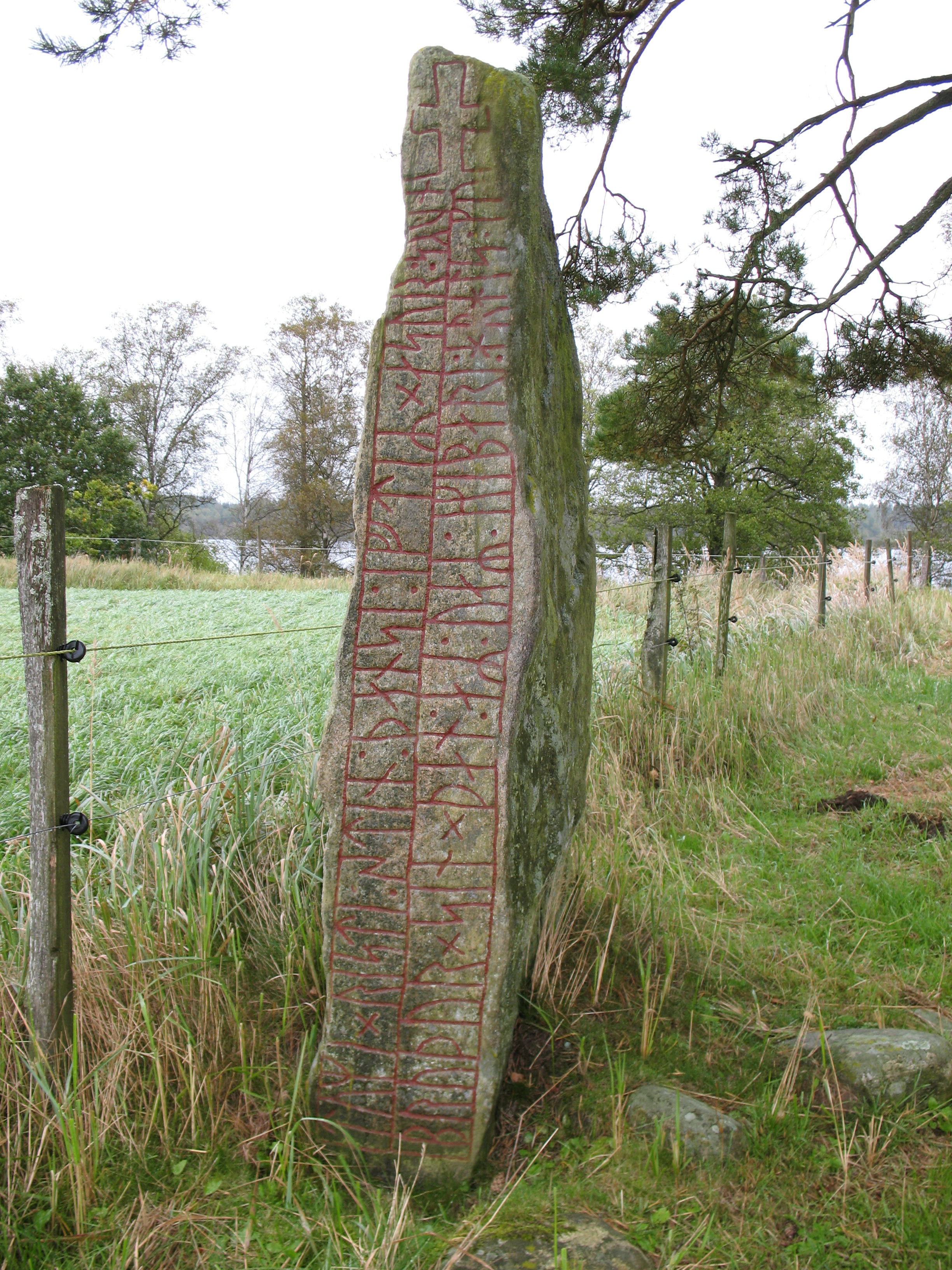
Sm 42

Questa pietra in stile RAK si trova a Tuna. Fu eretta in memoria di Özurr che servì un re di nome Harald, probabilmente il re inglese Aroldo I d'Inghilterra. Servire come skipari o "uomo di mare" sulla nave del re era un grande onore, e Özurr fece quindi parte dell'esercito privato del re, il þingalið. Altre pietre runiche che usano il termine skipari sono la DR 82 di Sønder Vinge, la DR 218 di Tågerup, la DR 275 di Solberga, la DR 363 di Sturkö, la DR 379 di Ny Larsker, la Sö 171 di Esta e la Sö 335 di Ärja. Su questa pietra, il mastro runico usò una runa legata per unire la runa-s e la runa-k in skipari. Secondo una tradizione locale, "antiche monete" furono trovate vicino alla pietra, e queste monete erano forse il pagamento ad Özur per il suo servizio in Inghilterra.
Traslitterazione in latino:
tumi × risti : stin : þansi : iftiR × asur : bruþur × sin × þan : aR : uaR : s=kibari : hrhls : kunuks
Trascrizione in norreno:
Tumi/Tummi/Domi ræisti stæin þannsi æftiR Assur, broður sinn, þann eR vaR skipari Haralds kunungs.
Traduzione in inglese:
"Tumi/Tummi/Dómi raised this stone in memory of Ôzurr, his brother, he who was King Haraldr's seaman."
Traduzione in italiano:
"Tumi/Tummi/Dómi eresse questa pietra in memoria di Ôzurr, suo fratello, egli fu uomo di mare di re Haraldr".

### Sm 51

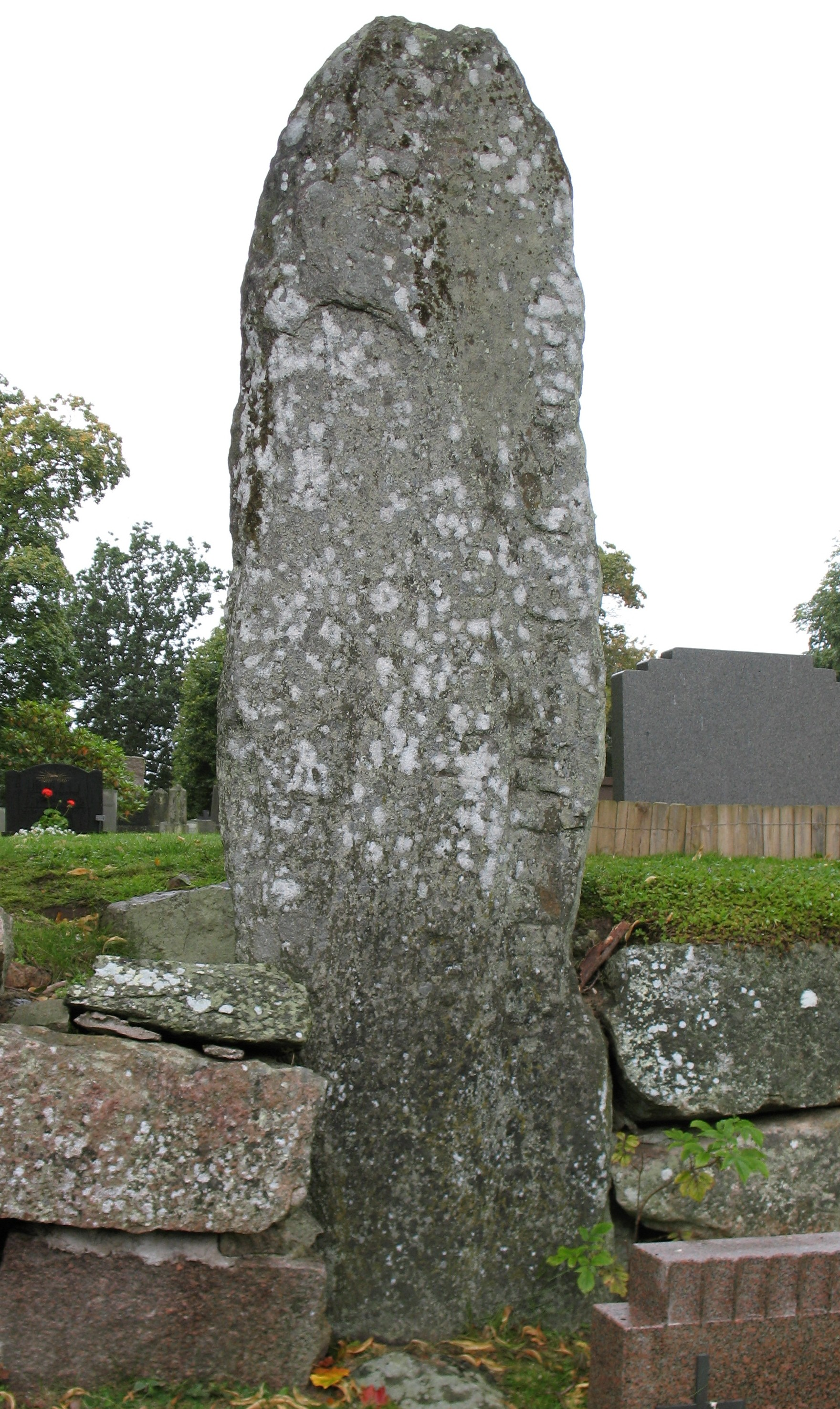
Sm 51

Questa pietra si trova vicino alle vecchie mura esterne del cimitero della chiesa di Forsheda. Fu scoperta nel 1866 durante la ricostruzione della chiesa. È classificata in stile RAK, e fu eretta in memoria di un uomo morto vestarla, ad ovest.
Traslitterazione in latino:
tusti × (r)...(i) ...tin × efti(R) kuno × mak × sin × þ... ...---s × ... × uistar- × uar- ...
Trascrizione in norreno:
Tosti r[æist]i [s]tæin æftiR Gunna, mag sinn, ... ... ... vestar[la] var[ð] ...
Traduzione in inglese:
"Tosti raised the stone in memory of Gunni, his kinsman-by-marriage ... ... ... was westwards ..."
Traduzione in italiano:
"Tosti eresse questa pietra in memoria di Gunni, suo parente-per-matrimonio ... ... ... fu ad ovest..."

## Gotland

### G 370

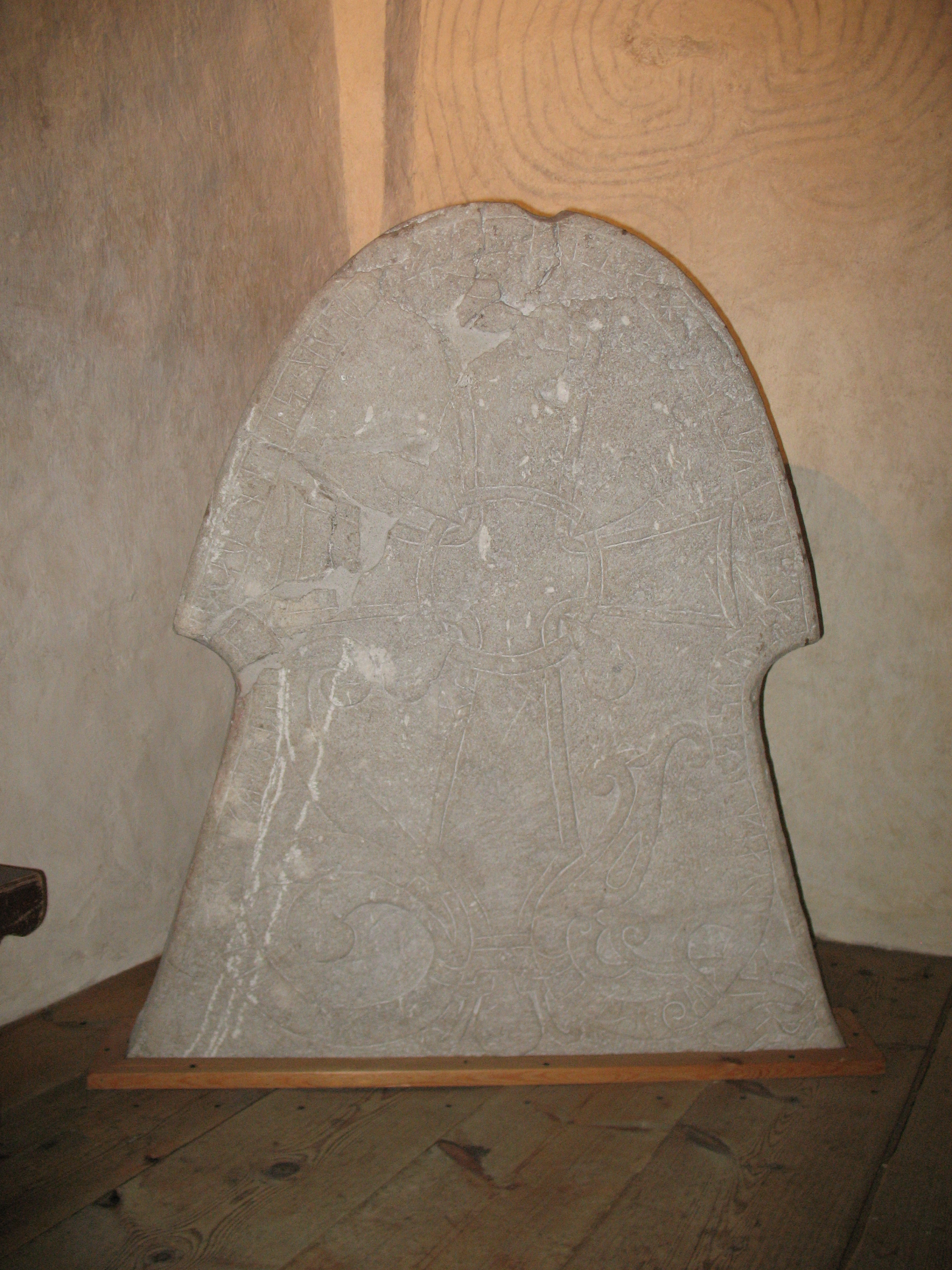
G 370

Questa pietra si trova presso la chiesa di Hablingbo. Fu scoperta nel 1988 durante lo scavo di una tomba nel cimitero della chiesa, e fu spostata nel campanile. È classificata in stile Pr3 e fu eretta in memoria di un uomo morto mentre viaggiava ad ovest con vikingum o i Vichinghi. L'iscrizione è considerata uno dei primi esemplari dell'uso della forma plurale del termine Vichinghi in SVezia, anche se è usata pure sulle pietre U 617 di Bro e DR 216 in Danimarca.
Traslitterazione in latino:
uatar : auk ... hilkaiR : raistu : stain : iftir ... hailka ... f-þur : sin : hn : uahR -istr : farin miþ uikikum
Trascrizione in norreno:
Hvatarr ok  HæilgæiRR(?) ræistu stæin aftiR Hæilga, f[a]ður sinn. Hann var [v]estr farinn með vikingum.
Traduzione in inglese:
"Hvatarr and Heilgeirr(?) raised the stone in memory of Helgi, their father. He travelled to the west with the Vikings."
Traduzione in italiano:
"Hvatarr e Heilgeirr(?) eressero la pietra in memoria di Helgi, loro padre. Egli viaggiò ad ovest con i Vichinghi".

## Scania

### DR 266

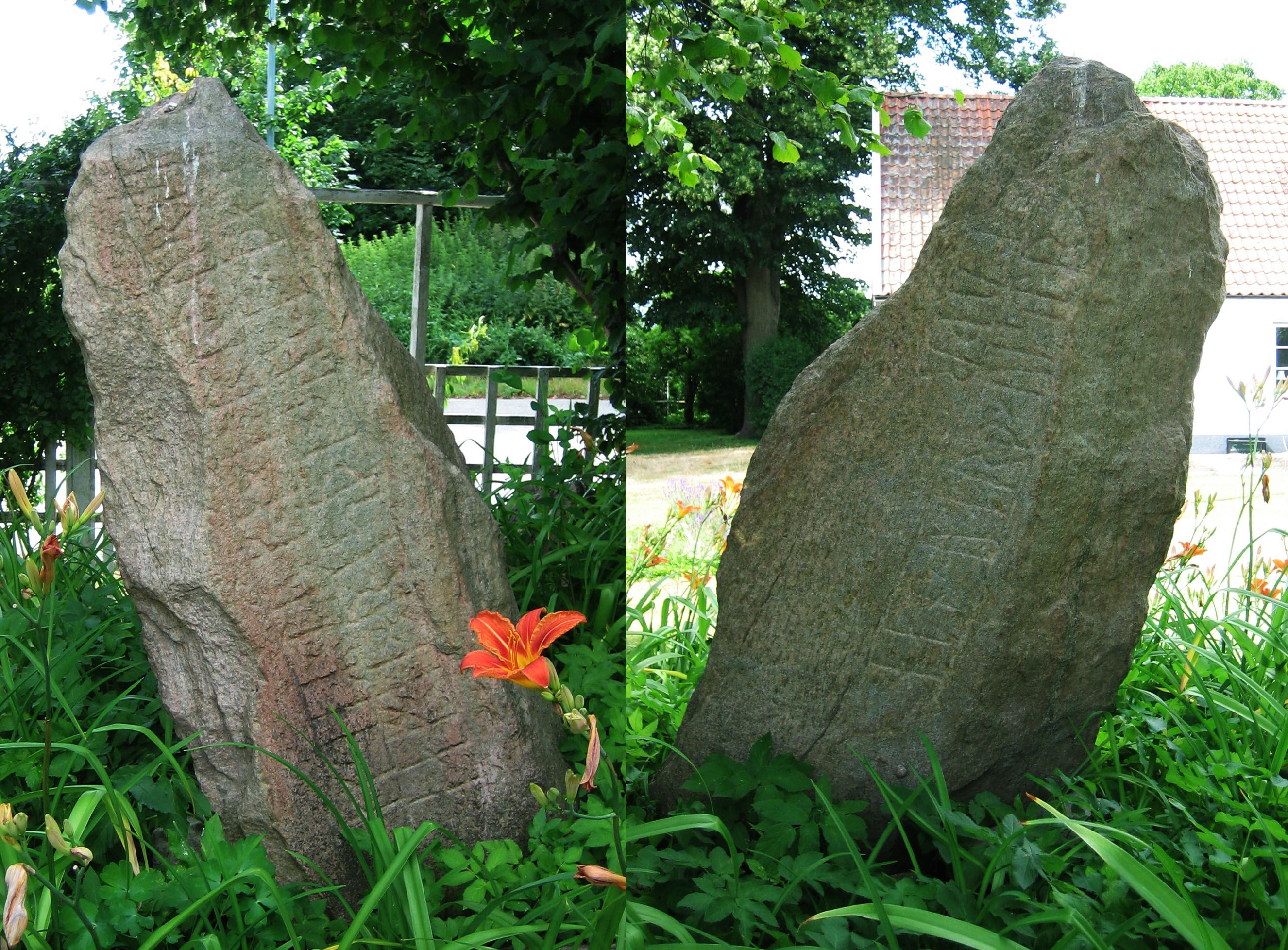
DR 266

Questa pietra, classificata come stile RAK, fu documentata durante la supervisione svedese del XVII secolo da Ole Worm come presente ad Uppåkra, ma fu in seguito spostata di circa 200 metri durante il XIX secolo, a Stenshöggård.
Traslitterazione in latino:
A nafni × risþi × stin × þasi ¶ aftiR × tuka × bruþur × si[n]
B han × uarþ × uistr ¶ tuþr
Trascrizione in norreno:
A Nafni resþi sten þæssi æftiR Toka, broþur sin.
B Han warþ wæstr døþr.
Traduzione in inglese:
A "Nafni raised this stone in memory of Tóki, his brother."
B "He died in the west."
Traduzione in italiano:
A "Nafni eresse questa pietra in memoria di Tóki, suo fratello."
B "Egli morì ad ovest."

### DR 330

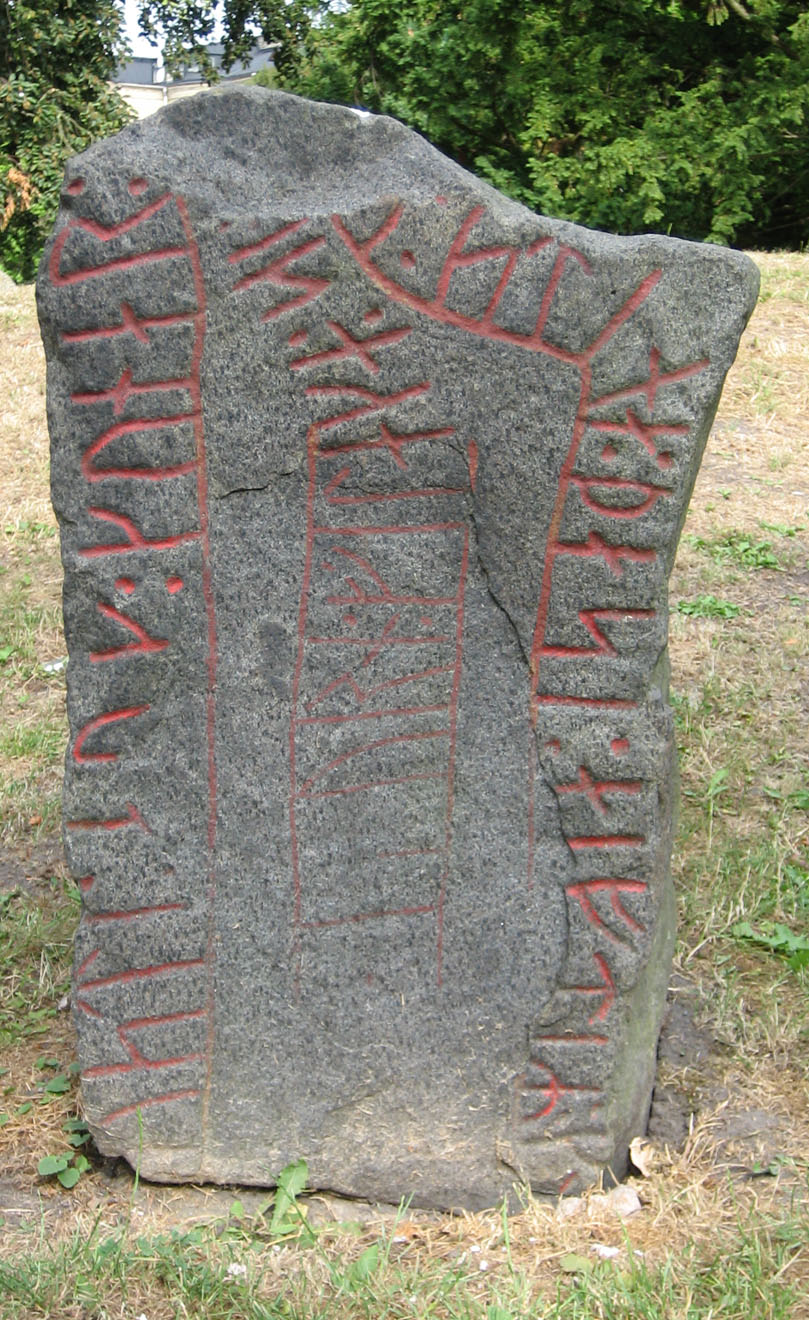
DR 330

Questa pietra dell'XI secolo fu scoperta presso la chiesa di Gårdstånga nel 1867, ma oggi si trova presso la "collina della pietra runica" a Lund. È classificata come stile RAK. Nonostante il testo runico sia danneggiato, descrive la relazione tra uomini usando il termine felaga o "socio", che fa riferimento al félag, un'associazione commerciale.
Traslitterazione in latino:
A ...usti : auk : kunar : ...u : stina : þasi : aiftiR : kn... ¶ ... ...biurn : filaka : si(n)(-)
B : þiR : trikaR : uaRu : u--(-) --isiR : i * uikiku
Trascrizione in norreno:
A Tosti(?) ok Gunnar ... stena þæssi æftiR ... [ok] ...biorn, felaga sin[a].
B ÞeR drængiaR waRu w[iþa] [un]esiR i wikingu.
Traduzione in inglese:
A "Tosti(?) and Gunnarr ... these stones in memory of ... [and] ...-bjôrn, their partners."
B "These valiant men were widely renowned on viking raids."
Traduzione in italiano:
A "Tosti(?) e Gunnarr ... queste pietre in memoria di ... [e] ...-bjôrn, suoi soci."
B "Questi uomini valorosi furono molto rinomati nei raid vichinghi."

### DR 334

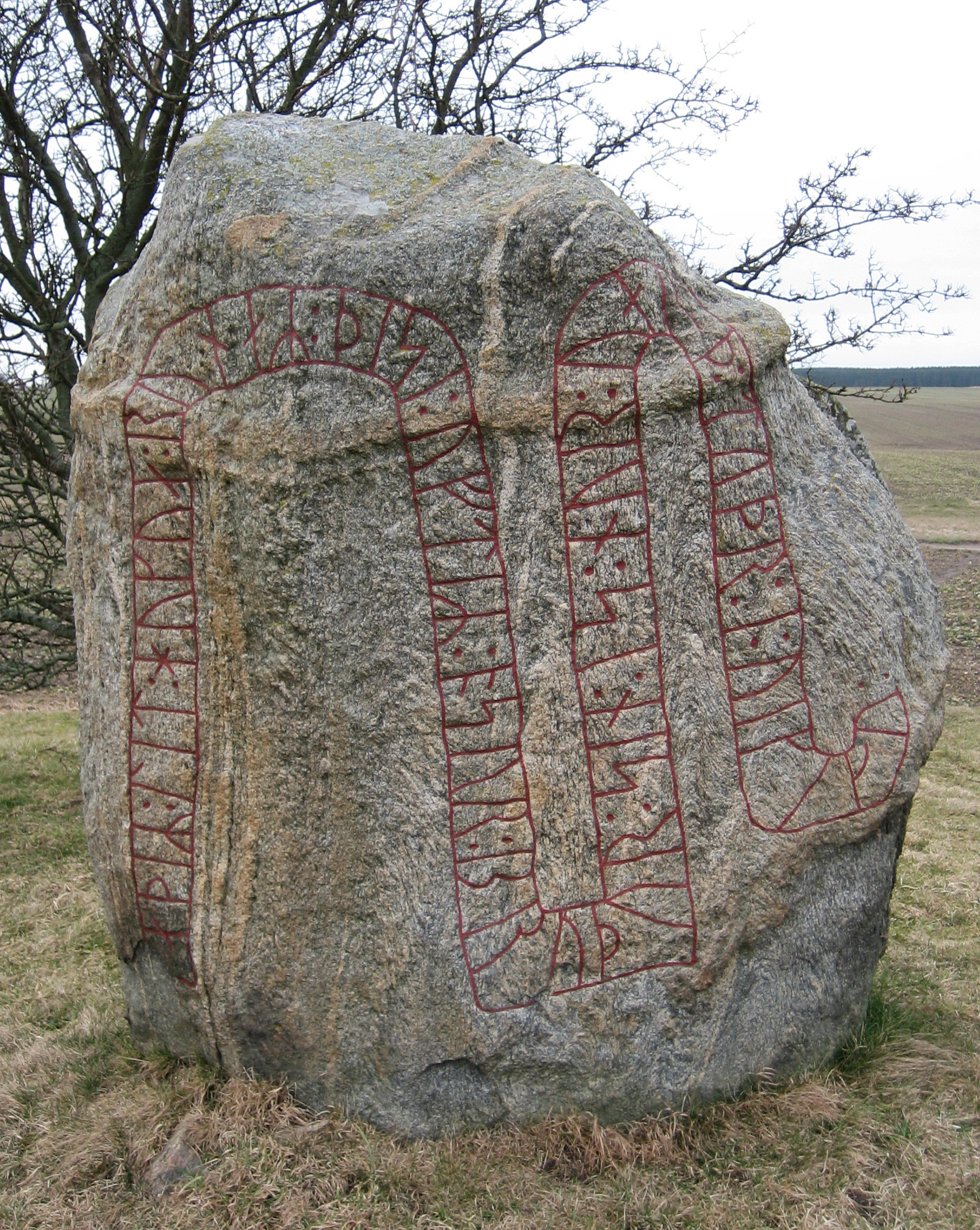
DR 334

Questa pietra è scolpita in stile RAK, e fa parte del monumento di Västra Strö, che conta cinque menhir e due pietre runiche, la DR 334 e la DR 335. Il monumento era in ottimo stato di conservazione quando fu documentato da Ole Worm nel 1643, ma un sopralluogo del 1876 trovò tutte le rocce cadute tranne una. Il monumento fu ripristinato nel 1932 dal Lund Kulturen. L'iscrizione sulla DR 334 è considerata opera dello stesso scultore della DR 335, che ricorda la morte di un proprietario di barca. Entrambi i mastri scultori furono pagati dallo stesso uomo, Faðir, che sulla DR 334 ricorda suo fratello Ôzurr, che morì i wikingu o in un raid vichingo. È stato ipotizzato che tutti e tre gli uomini possano aver partecipato a queste razzie.
La pietra è localmente nota come Västra Ströstenen 1.
Traslitterazione in latino:
faþiR : lit : hukua : runaR : þisi : uftiR : osur : bruþur : sin : is : nur : uarþ : tuþr : i : uikiku :
Trascrizione in norreno:
FaþiR let hoggwa runaR þæssi æftiR Azur, broþur sin, æs nor warþ døþr i wikingu.
Traduzione in inglese:
"Faðir had these runes cut in memory of Ôzurr, his brother, who died in the north on a viking raid."
Traduzione in italiano:
"Faðir fece incidere queste rune in memoria di Ôzurr, suo fratello, che morì a nord in un raid vichingo."

## Danimarca

### DR 216

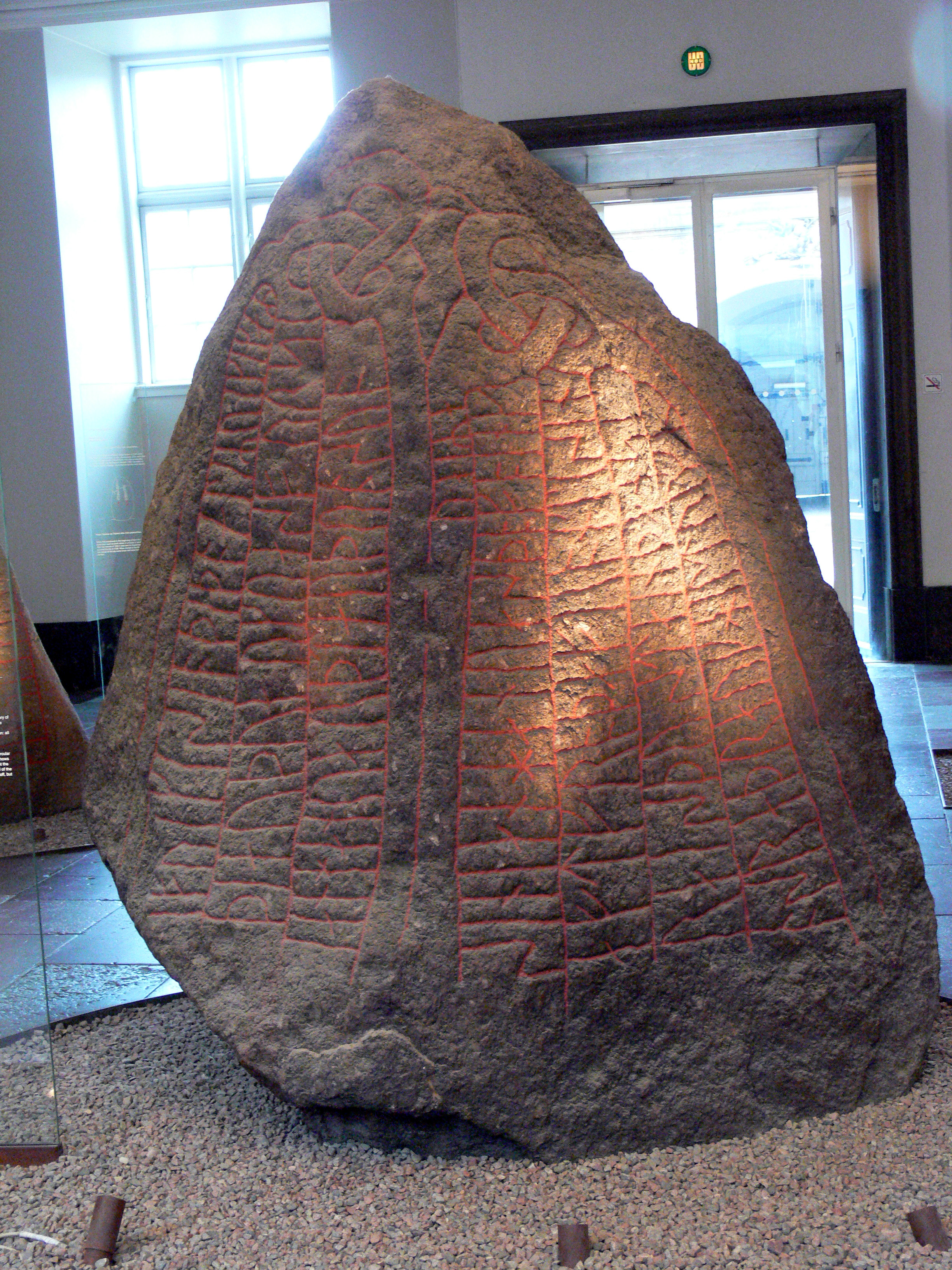
DR 216

Questa pietra proviene da Tirsted sull'isola di Lolland, in Danimarca. È il primo documento nativo scandinavo che cita la Svezia assieme alla pietra DR 344 ed alla Sö Fv1948;289. Fu eretta in memoria di un vichingo che morì in Svezia e, secondo un'interpretazione, combatté nel gruppo di Freygeirr. È in mostra permanente presso il Museo Nazionale Danese.
Traslitterazione in latino:
A osraþr auk hiltu(-)-R raisþu stain þansi aft froþa fronti sin sin ian han uas þo foink uaiRa ian han uarþ tauþr o suoþiauþu auk uas furs i frikis ioþi þo aliR uikikaR
Trascrizione in norreno:
Asraþr ok Hildu[ng]R/Hildv[ig]R/Hildu[lf]R resþu sten þænsi æft Fraþa/Fræþa, frænda sin sin, æn han was þa fækn(?) wæRa, æn han warþ døþr a Sweþiuþu ok was fyrst(?) i(?) Friggis(?) liði(?) þa alliR wikingaR.
Traduzione in inglese:
"Asrathr and Hildung/Hildvig/Hildulf erected this stone after Fretha, their kinsman, ... he died in Sweden and was first .... of every viking."
Traduzione in italiano:
"Asrathr e Hildung/Hildvig/Hildulf eressero questa pietra per Fretha, loro parente, ... egli morì in Svezia e fu il primo .... di ogni vichingo."